# 국립한국교통대학교
국립한국교통대학교(國立韓國交通大學校, Korea National University of Transportation)는 충청북도 충주시에 소재한 대한민국의 국립 대학이다.
국내 유일의 교통분야 특성화 종합대학으로 각 캠퍼스별로 특성화가 되어 있는 것이 특징인데,
본교인 충주캠퍼스는 항공,자동차,모빌리티,2차전지,공과대학 중심이며 철도 중심의 의왕캠퍼스, 보건·의료·생명 중심의 증평캠퍼스로 특성화된 국립4년제 대학교이다.
6개 단과대학 55학과(부), 일반대학원 석사과정 29학과(부), 일반대학원 박사과정 14학과(부), 4개의 전문대학원으로 구성되어 있다. 국문 약칭은 교통대(交通大) 등이 쓰이며, 영문 약칭으로 KNUT가 사용되고 있다.
대학 내 도서관은 충주캠퍼스의 중앙도서관을 거점으로 각 캠퍼스별로 증평분관과 의왕분관이 운영되고 있다. 
학생들의 편의시설인 생활관은 충주캠퍼스의 국원생활관, 대원생활관, 중원생활관, 예성생활관 총 4곳이 운영되고 있으며, 증평캠퍼스와 의왕캠퍼스에서도 각 생활관이 운영되고 있다.

## 발자취

### 통합 과정

#### 충주대학교와 청주과학대학
2005년 충주대학교와 청주과학대학은 "대학 환경변화에 능동적으로 대응하고 대학의 경쟁력을 제고하여 지역사회와 국가의 발전에 기여하기 위하여 양 대학의 통합에 합의한다"고 합의하였으며 2006년 국립충주대학교의 교명으로 통합하였다. 이에 따라 기존 충주대학교가 3개 단과대, 24개 학과로 1840명을, 청주과학대학이 16개 학과로 720명을 모집하던 것을, 국립충주대학교는 11%, 청주과학대학은 2년제 60%, 3년제 40%를 줄여 4개 단과대 7개 학부 19개 학과 1988명을 모집하게 되었다.

#### 충주대학교와 한국철도대학
대학자산 증대, 수도권진입가능, 대학역량지표 향상 등의 이유를 들어 고려대학교와 통합 시도를 하다 실패한 한국철도대학을 국립4년 충주대학교가 흡수통합을 시도하였다. 충주대학교 측에서는 적극적인 통합준비를 하였다. 또한 당시 충주시 소속 국회의원이었던 윤진식이 양 대학의 통합을 위해 적극적으로 나섰다. 결국 2011년에 교육과학기술부는 충주대학교 측에서 제시한 한국교통대학교 설립안을 통과시켰고, 2012년 충주대학교가 한국철도대학을 흡수통합하였다.

## 캠퍼스

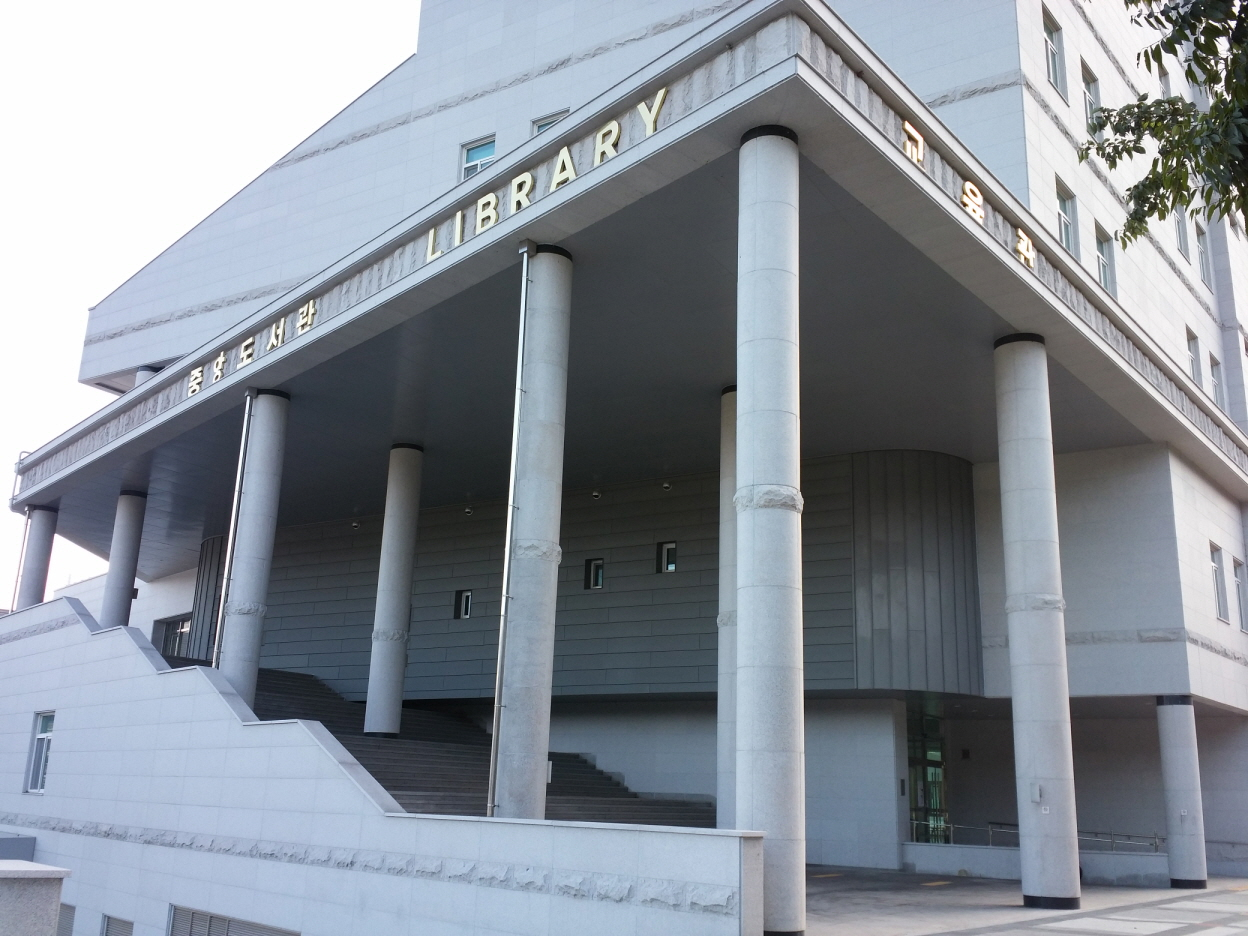
한국교통대학교 중앙도서관
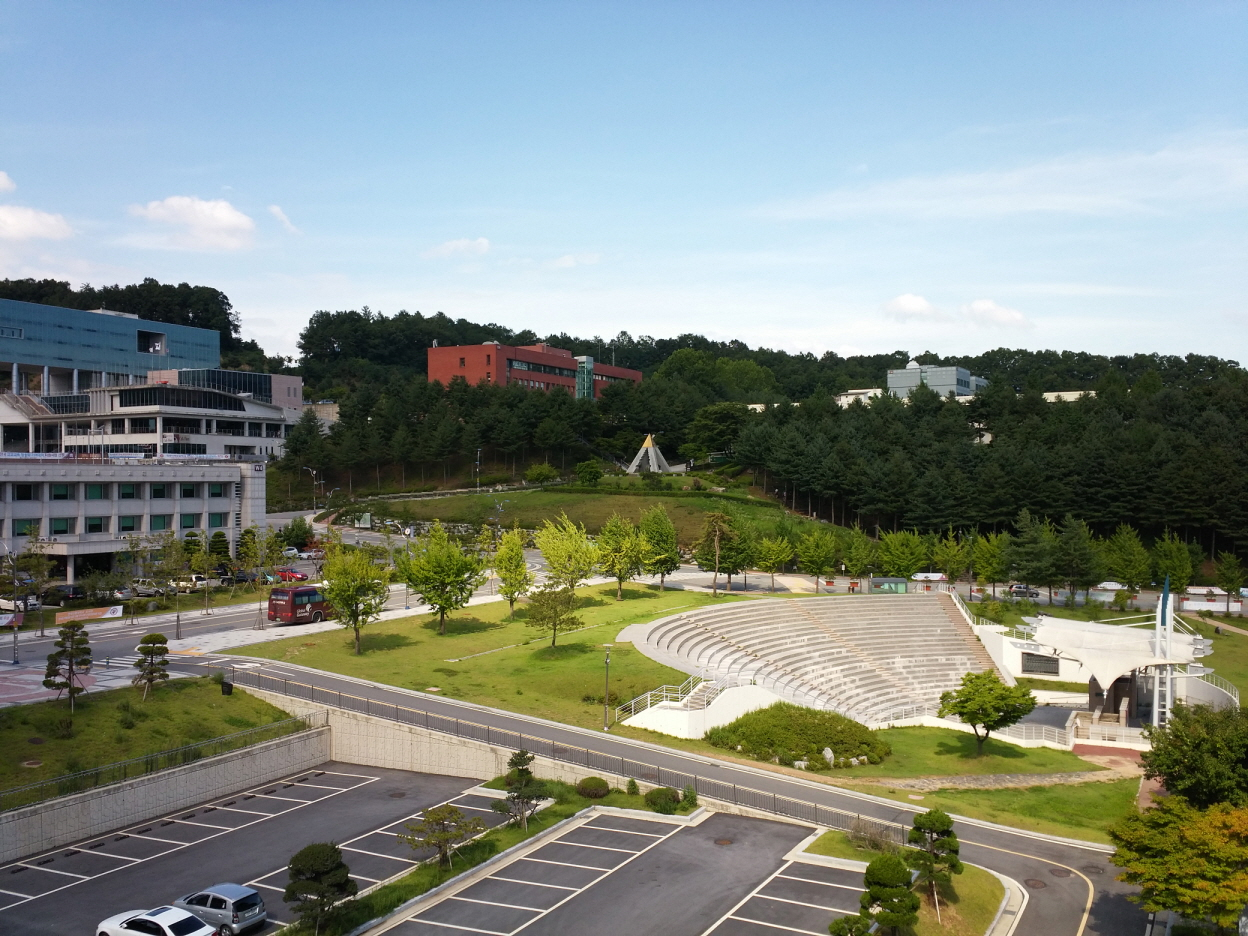
한국교통대학교 노천극장
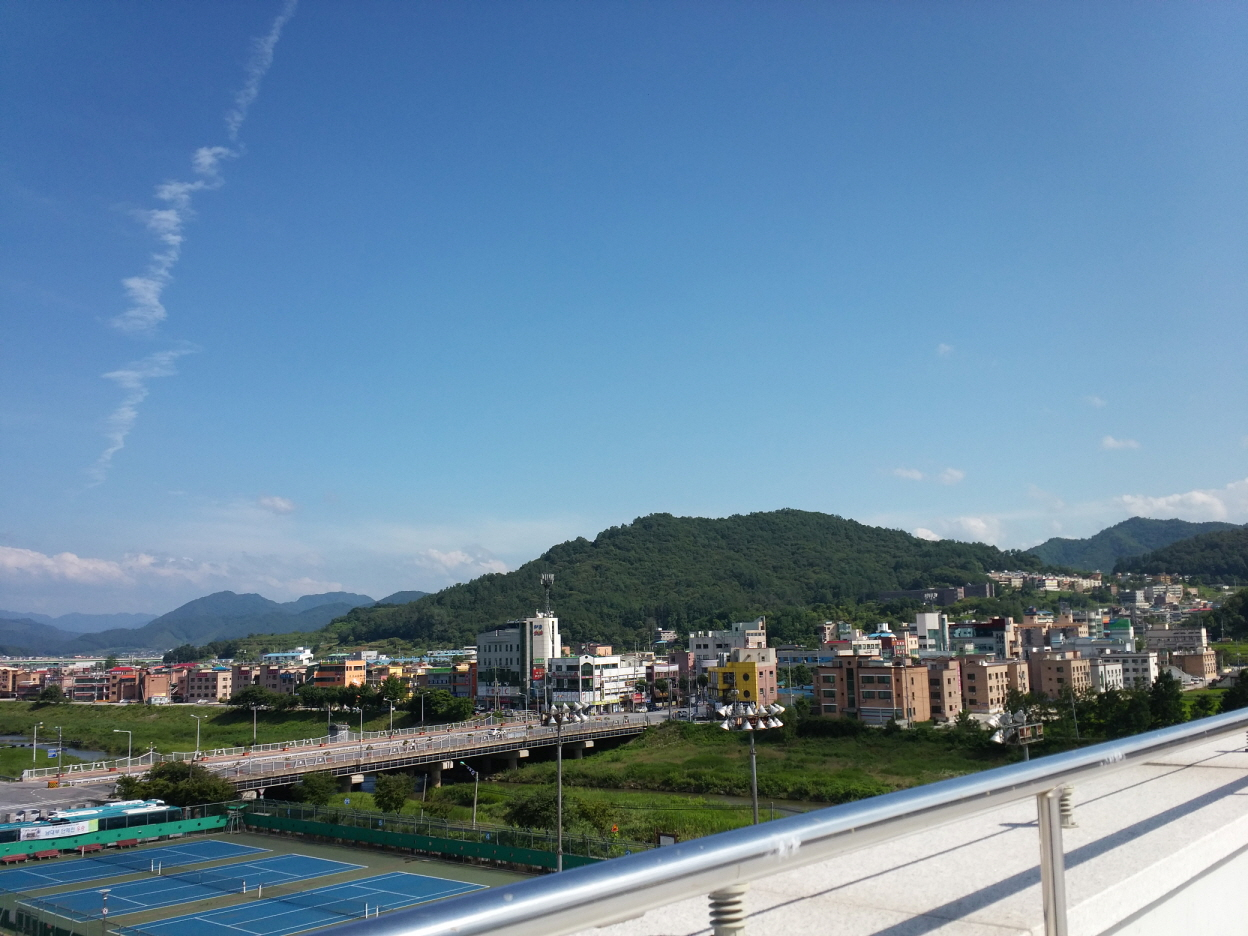
한국교통대학교 테니스코트
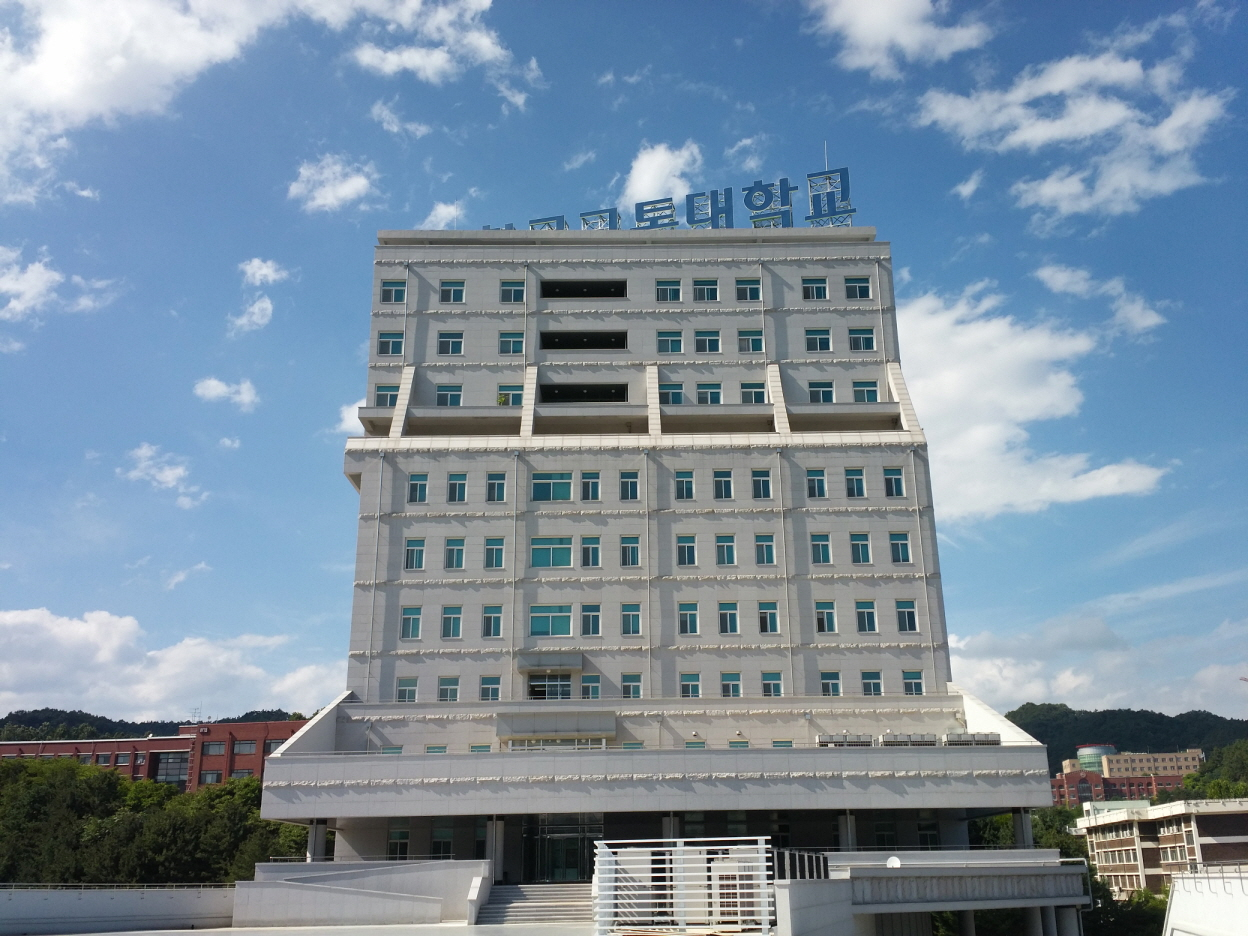
한국교통대학교 교육관
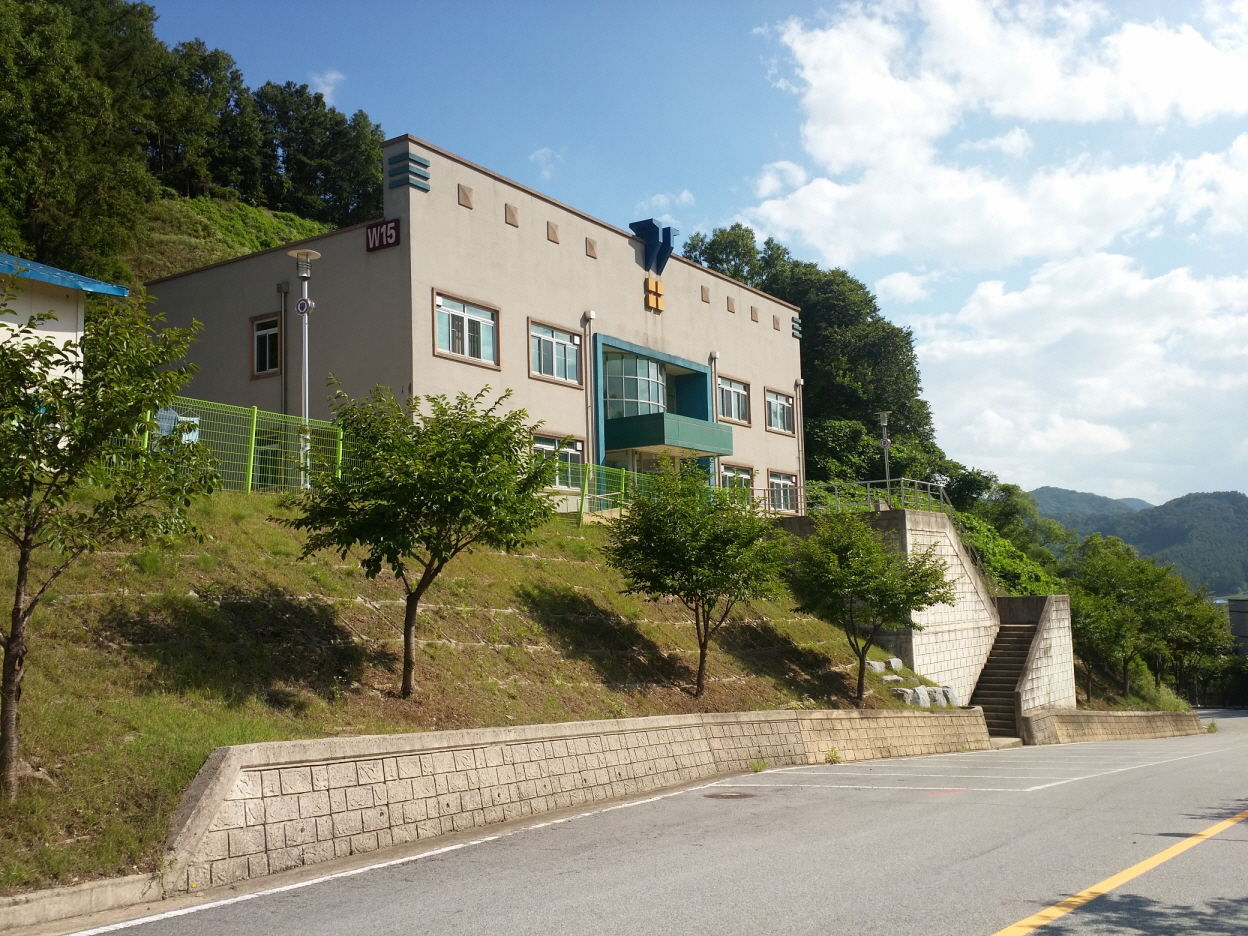
한국교통대학교 동아리관
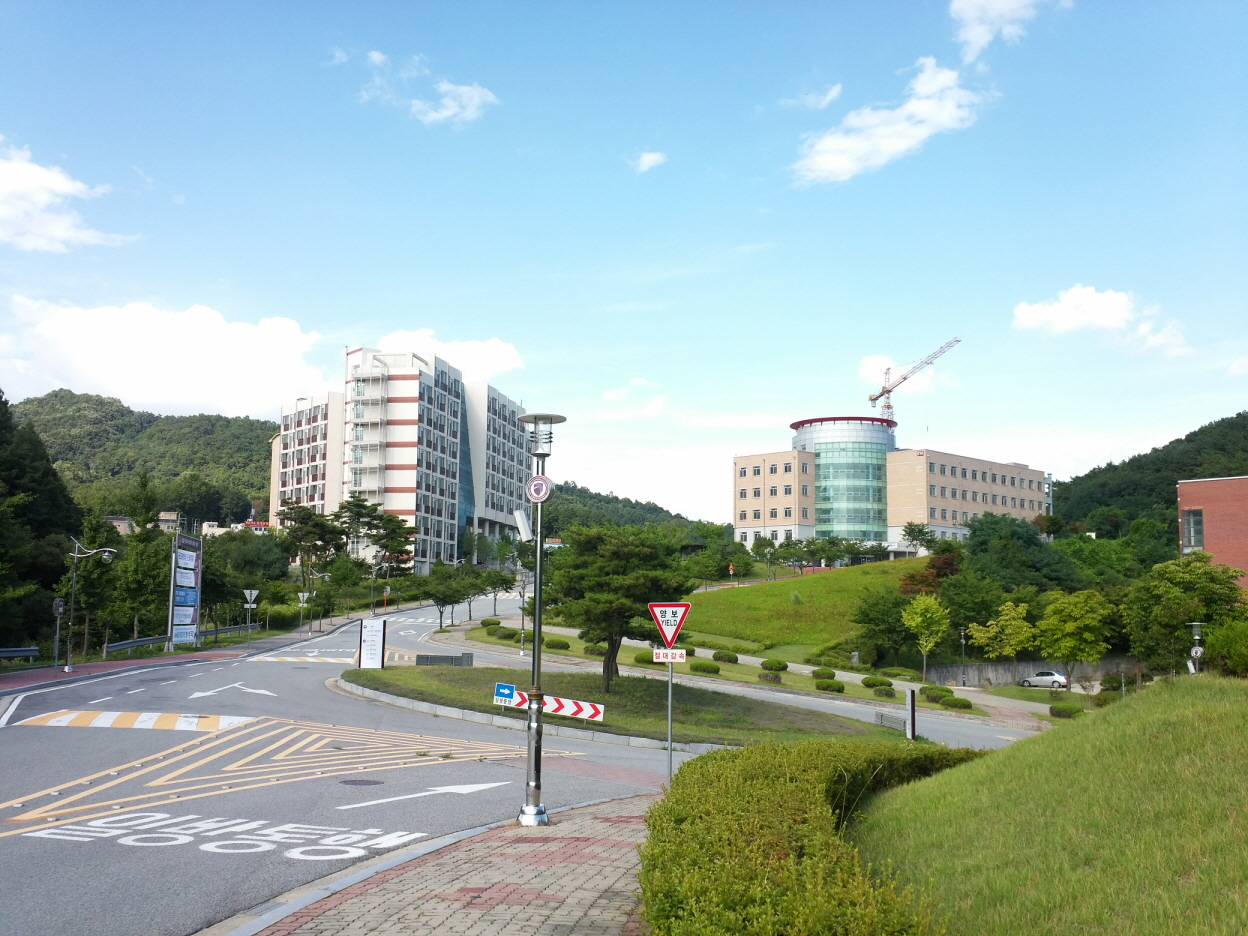
한국교통대학교 중원생활관(좌) / 인문사회관(우)
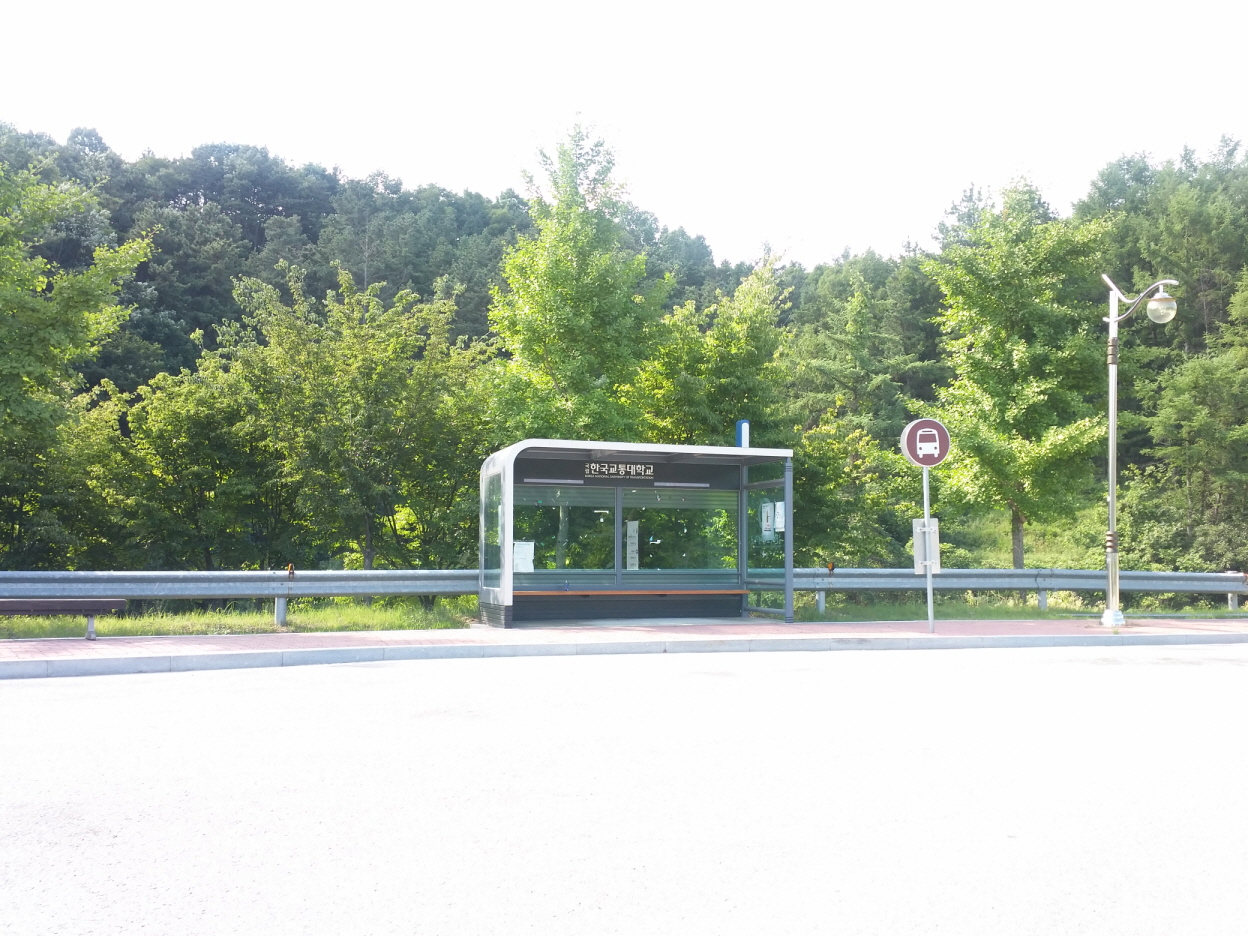
한국교통대학교 제2버스정류장
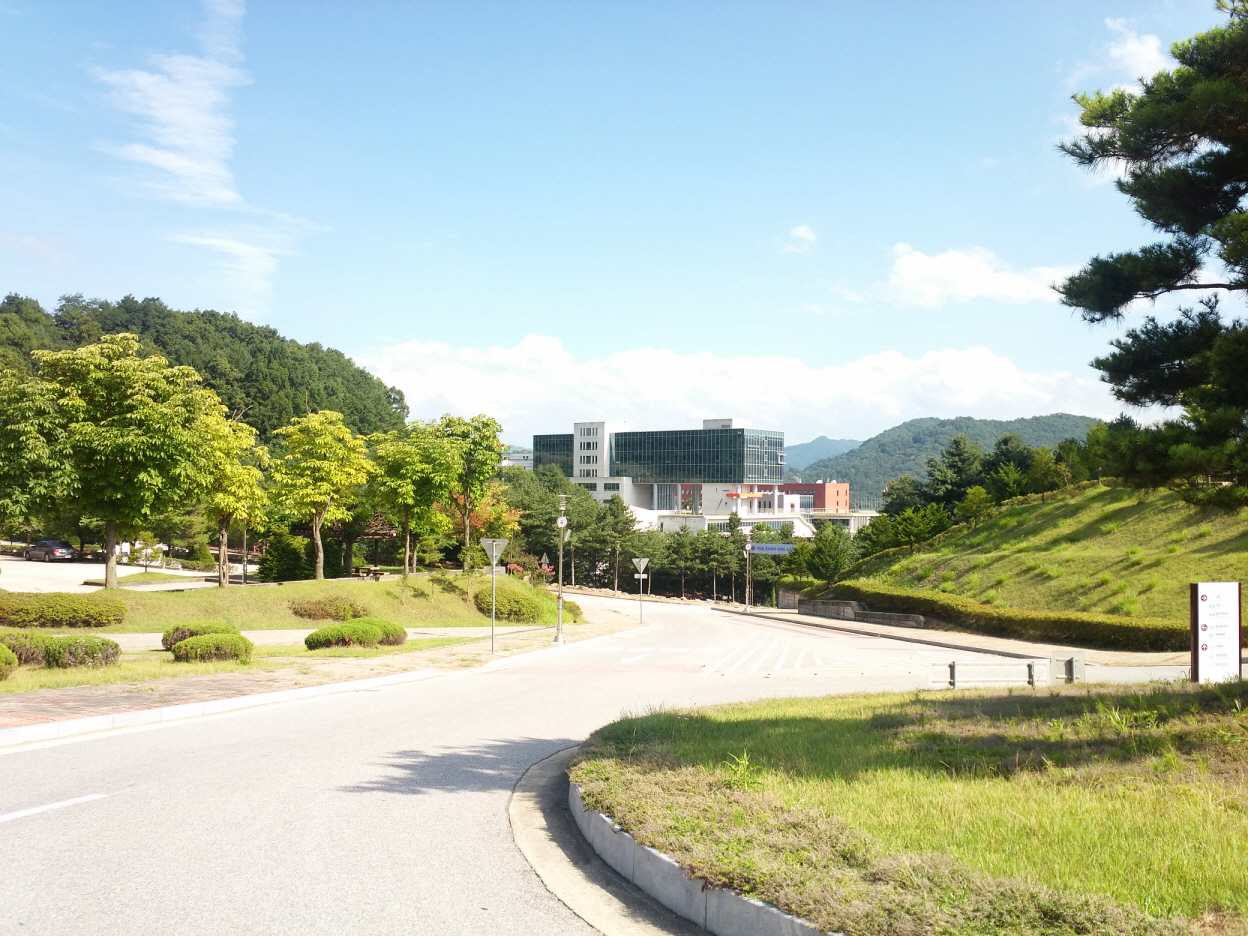
한국교통대학교 대학본부
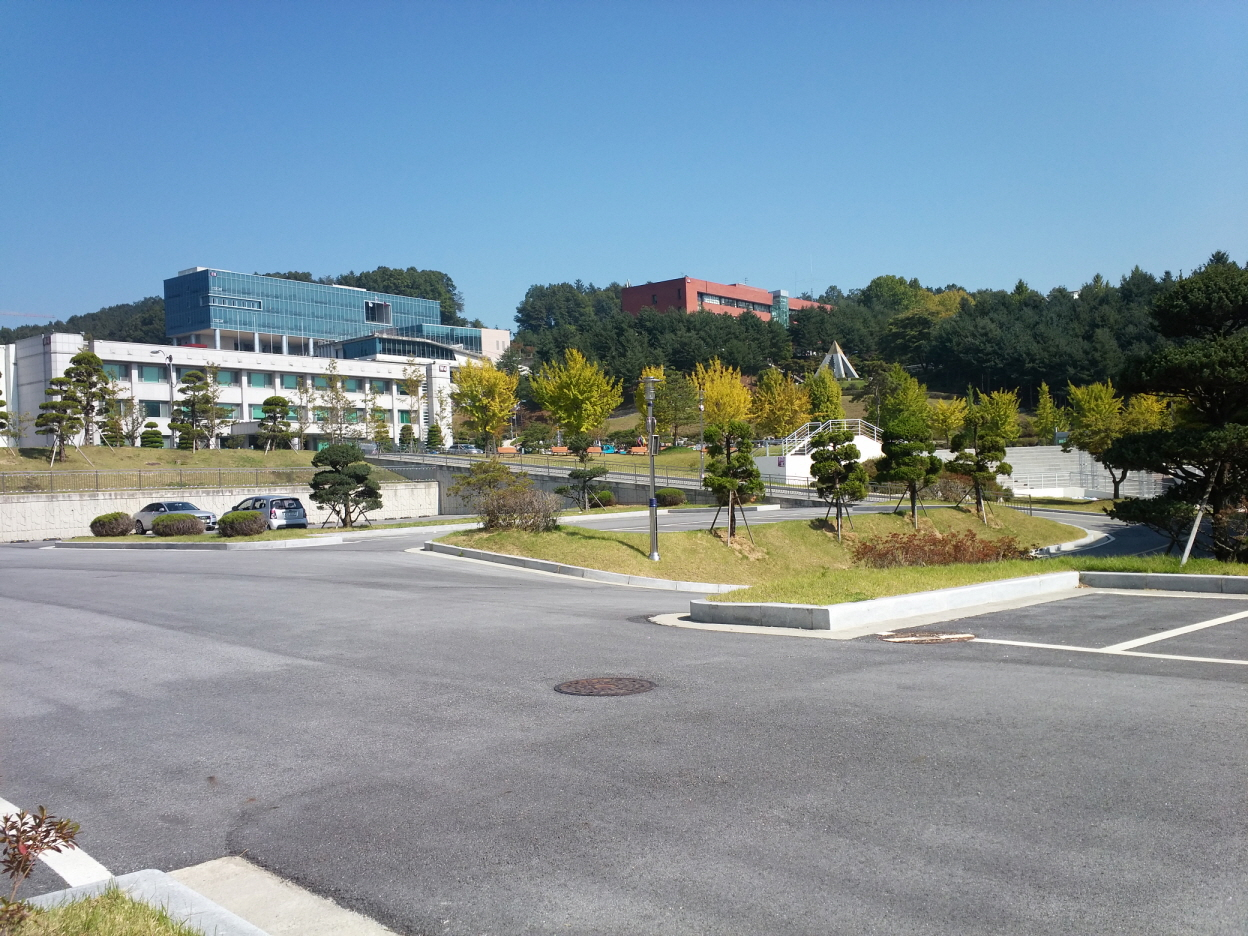
한국교통대학교
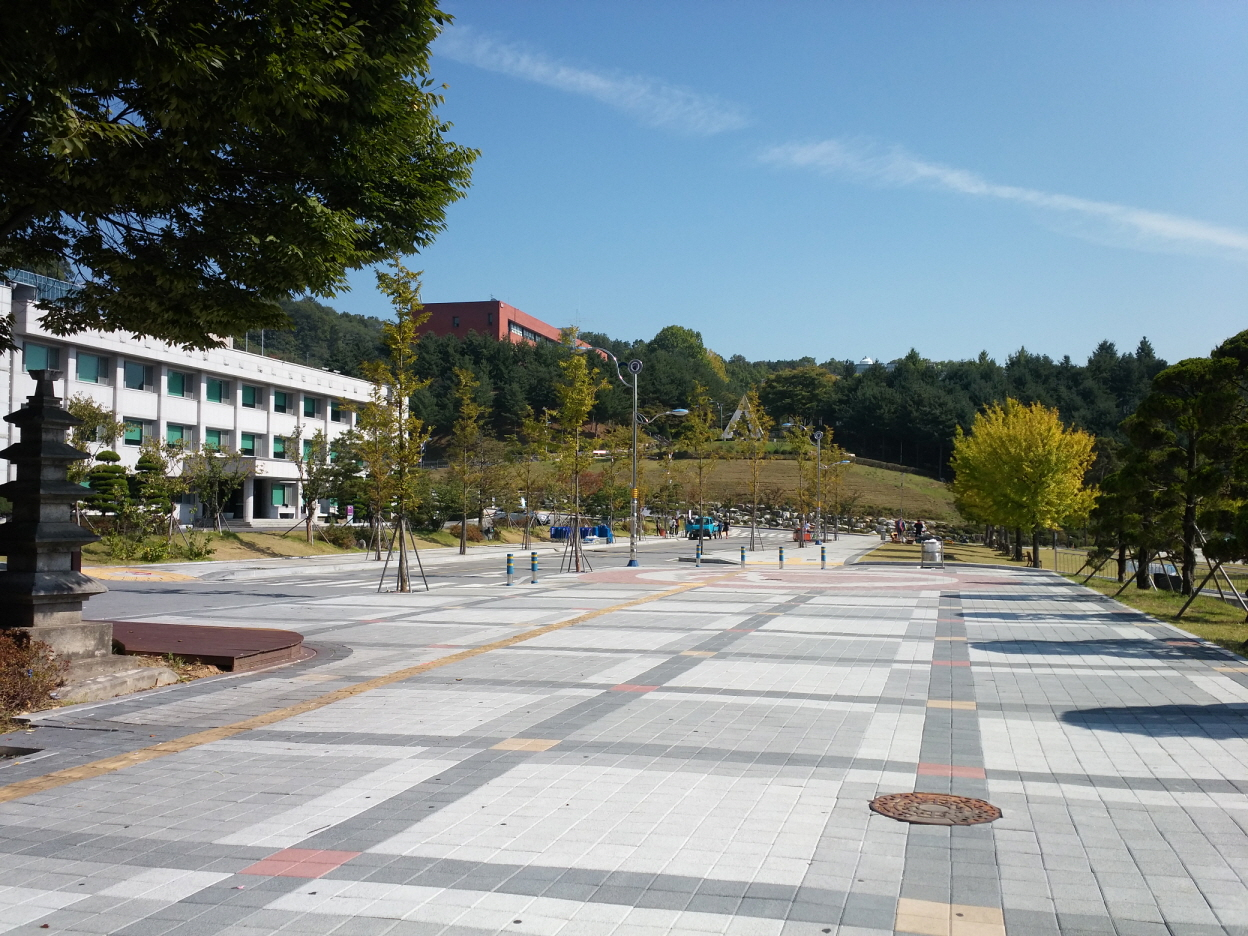
한국교통대학교
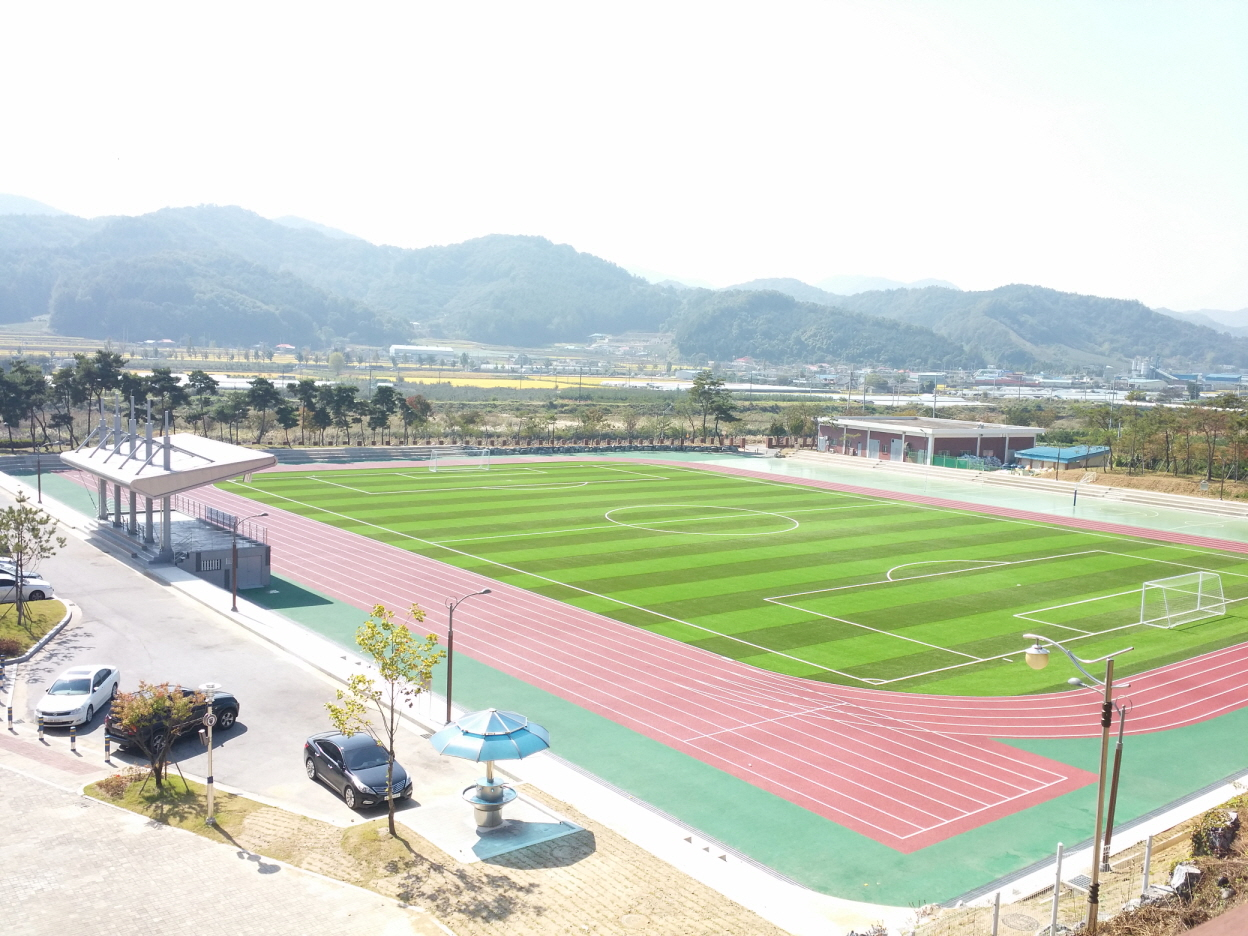
한국교통대학교 운동장
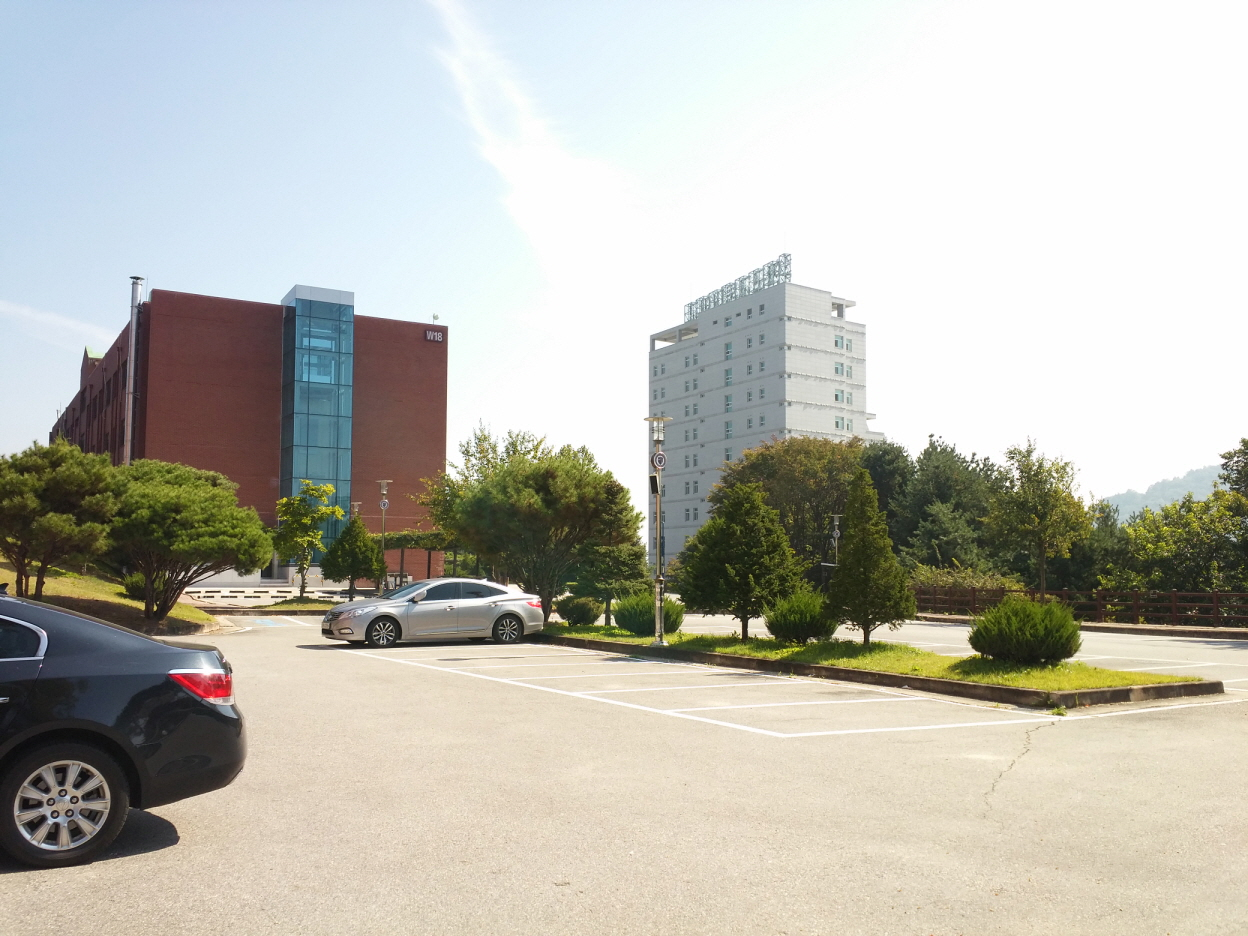
중앙정보관(좌) / 교육관(우)
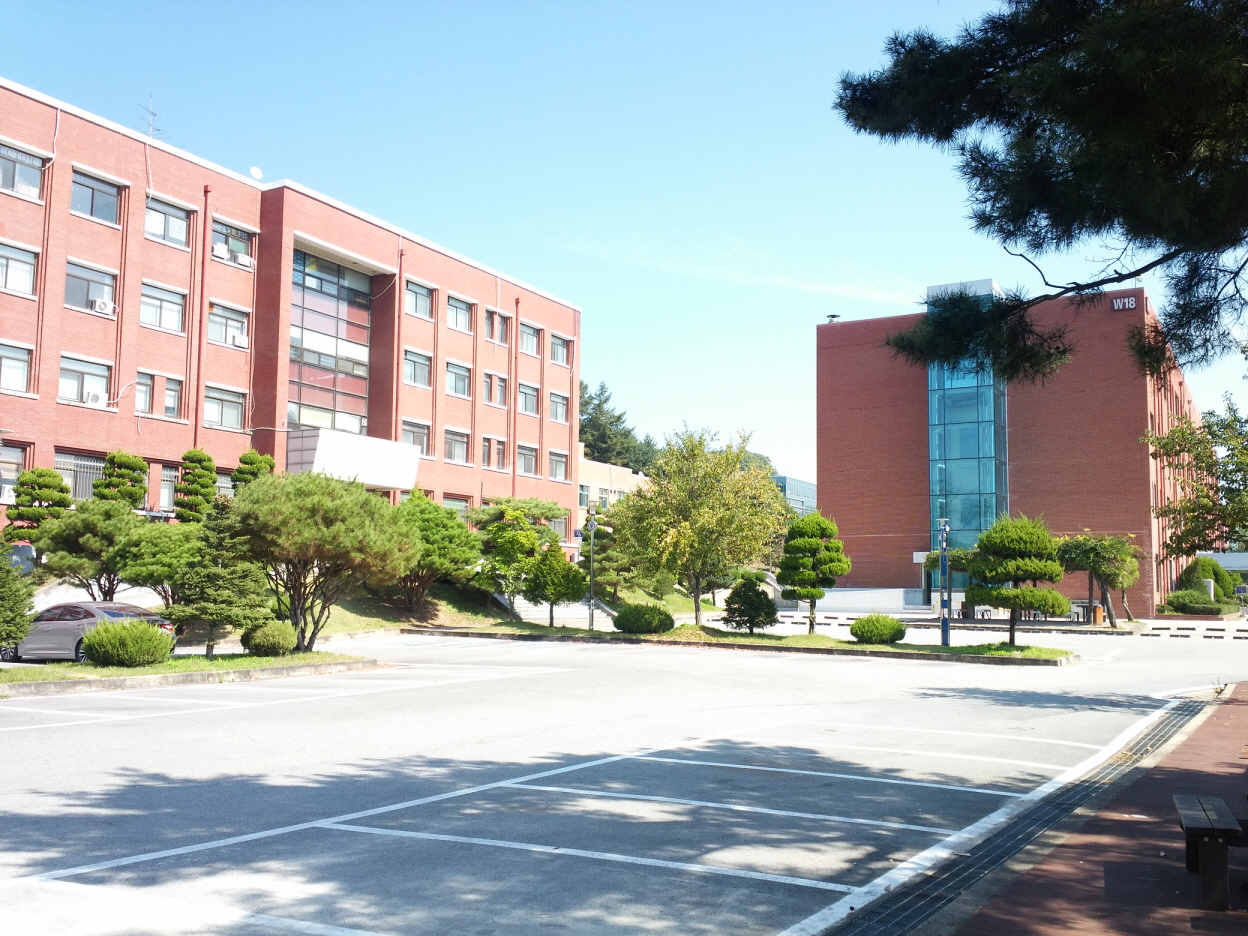
IT관(좌) / 인터넷창업센터(중) / 중앙정보관(우)
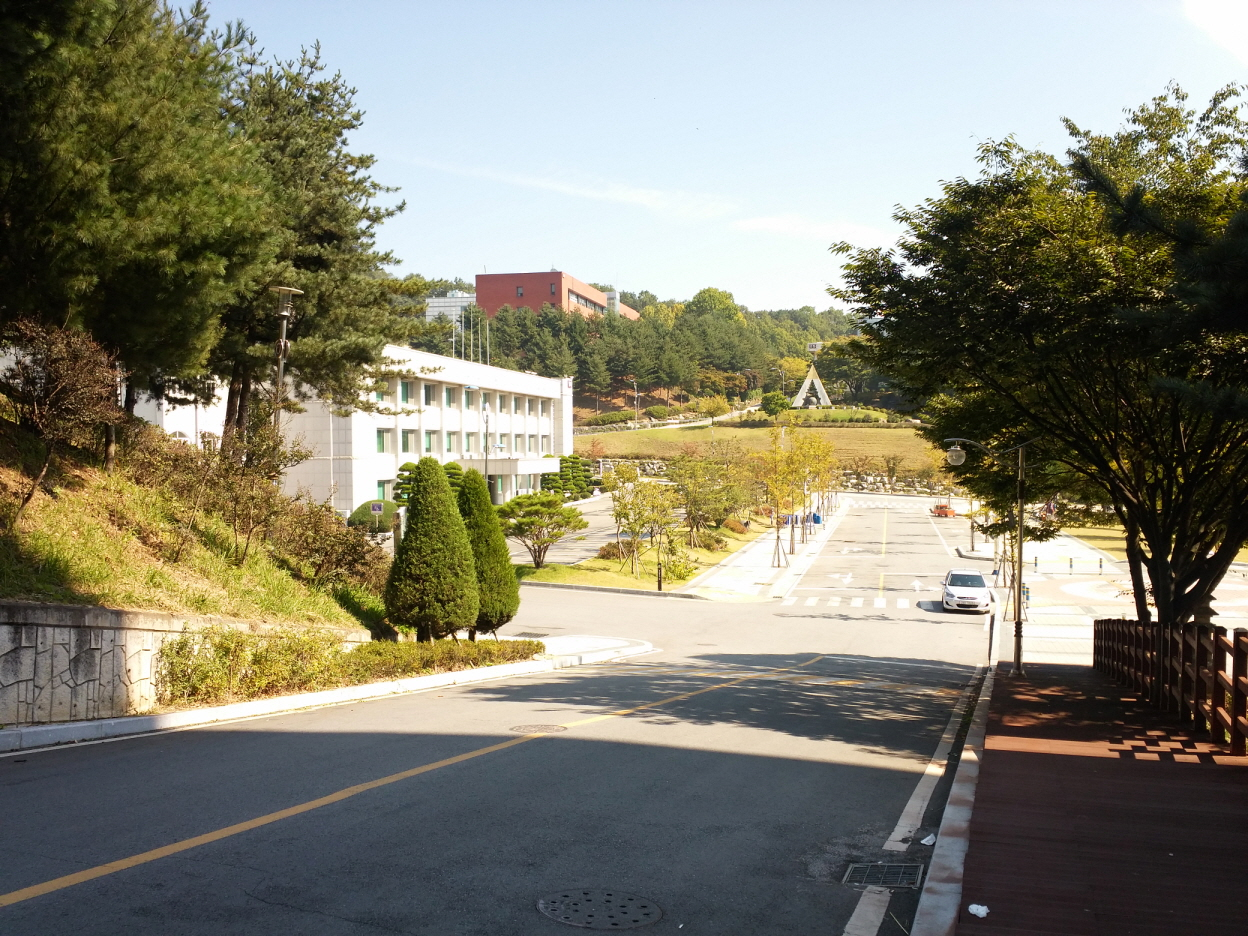
한국교통대학교
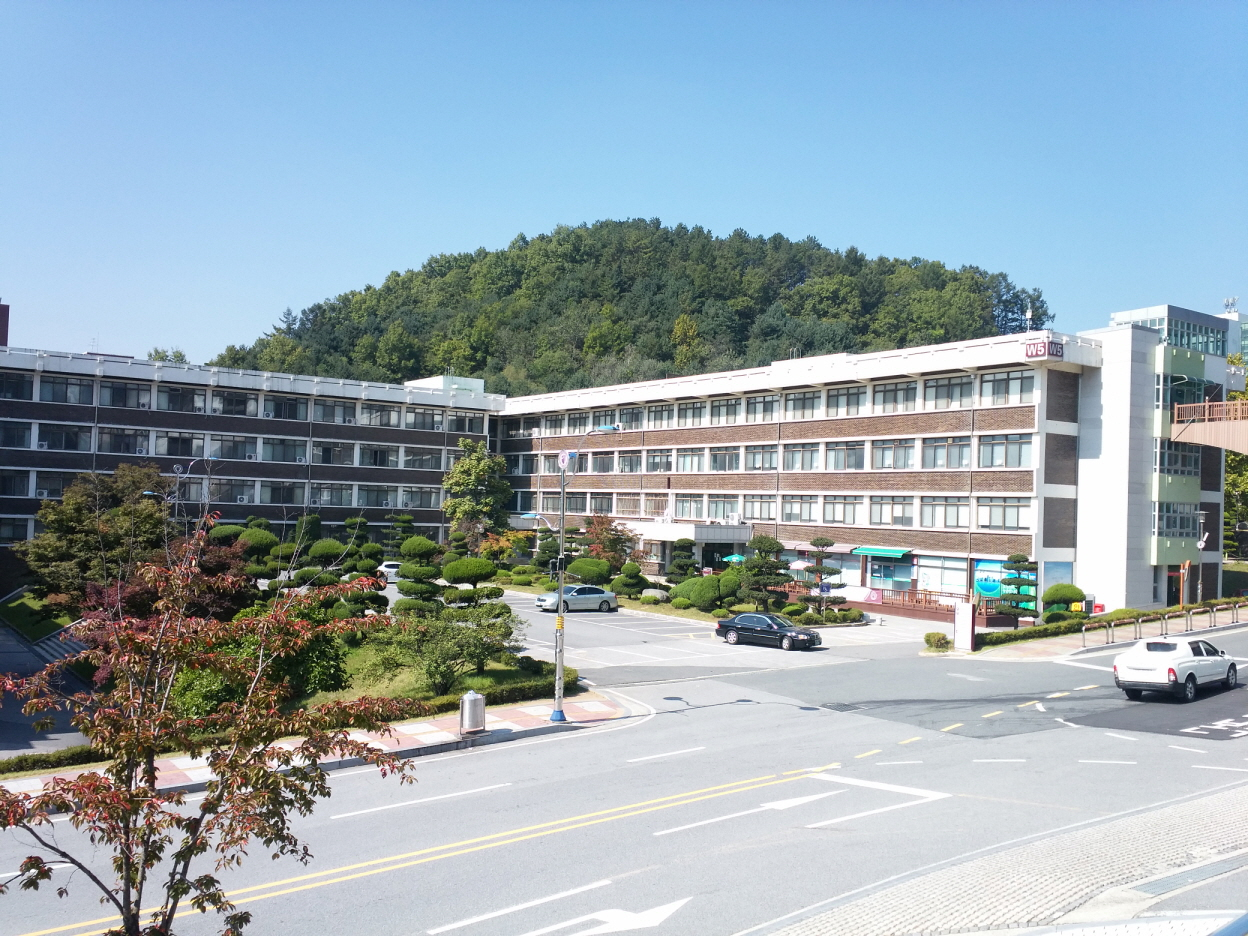
한국교통대학교 종합강의관
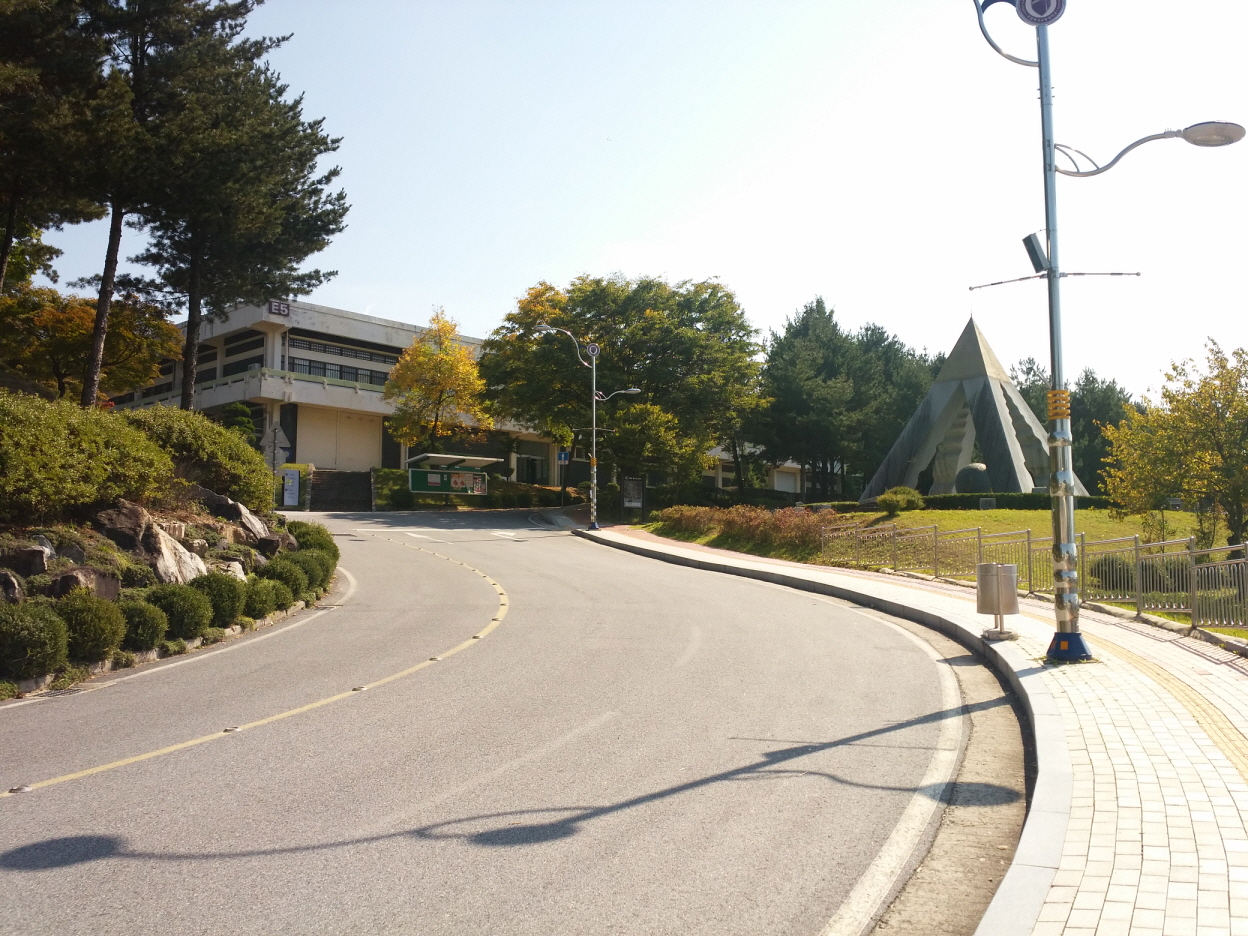
테크노관(좌) / 상징탑(우)
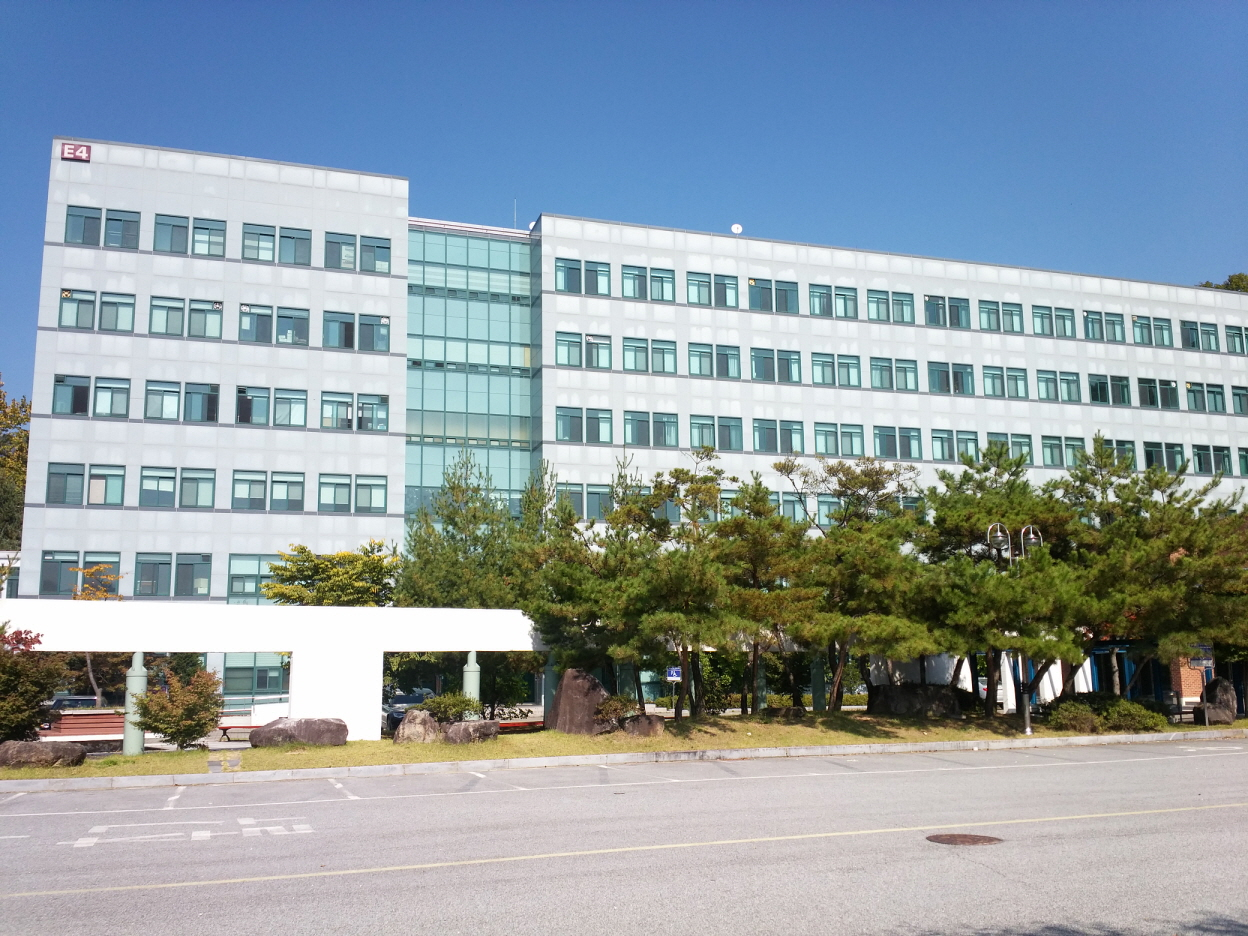
한국교통대학교 시스템관
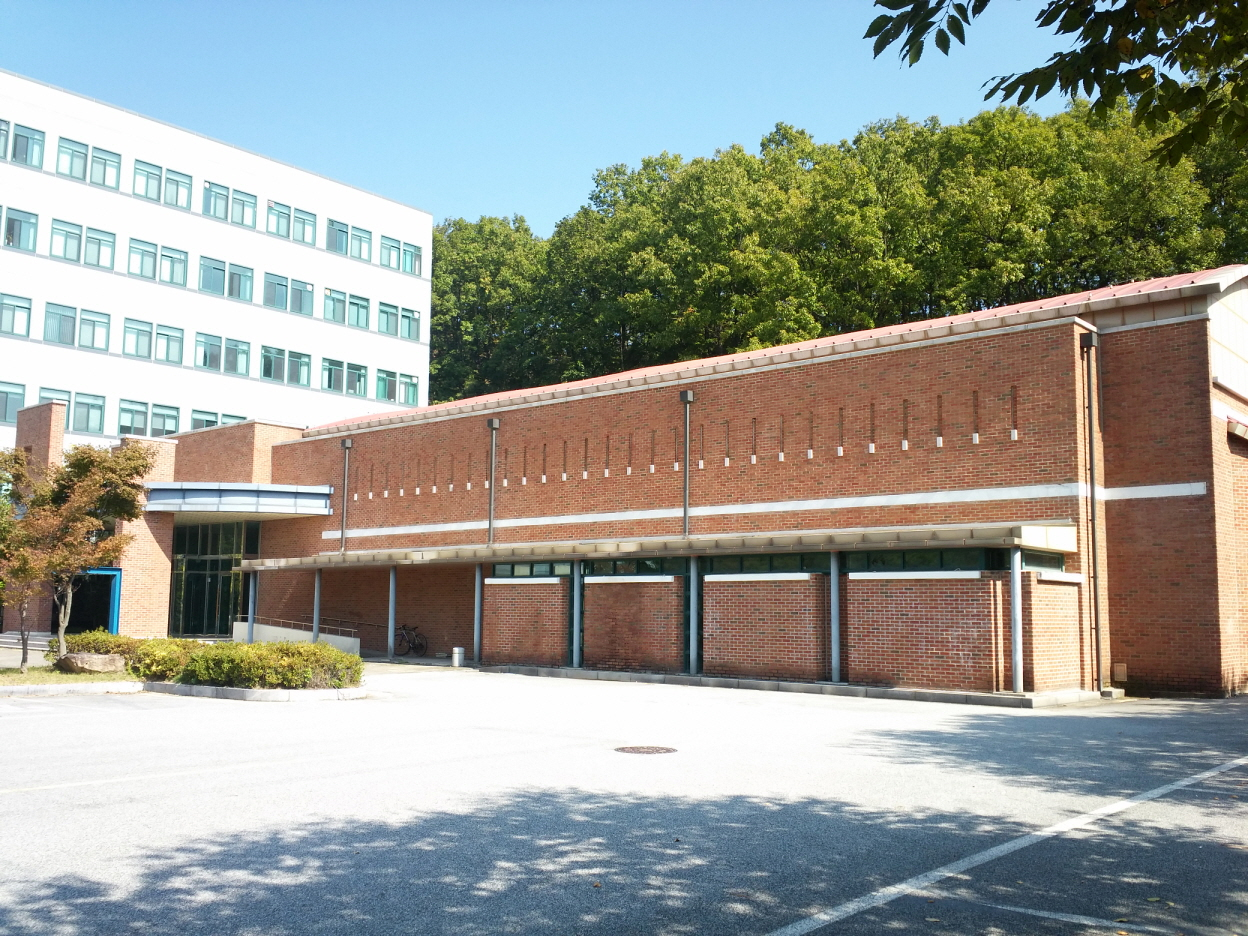
한국교통대학교 국원문화관
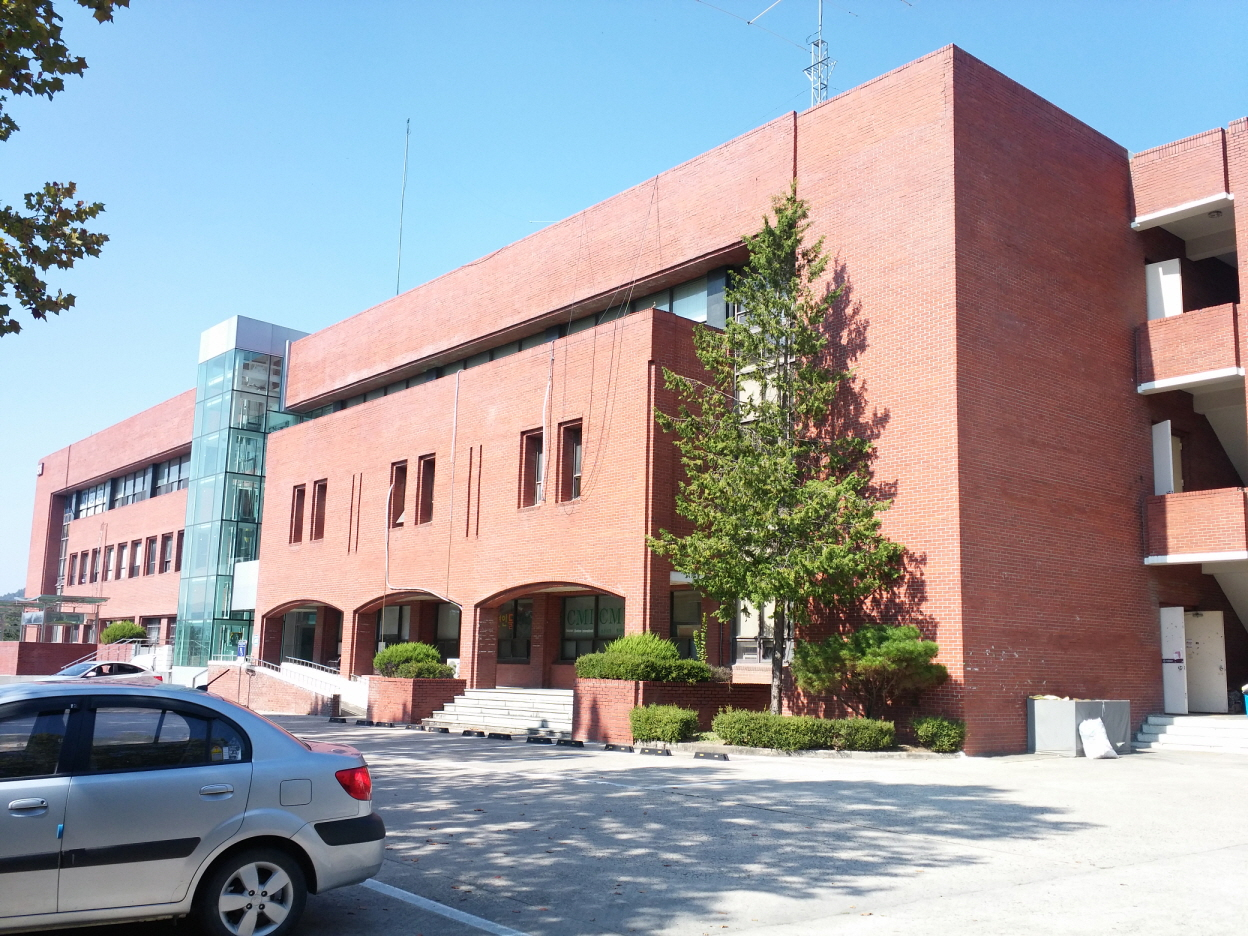
한국교통대학교 학생회관
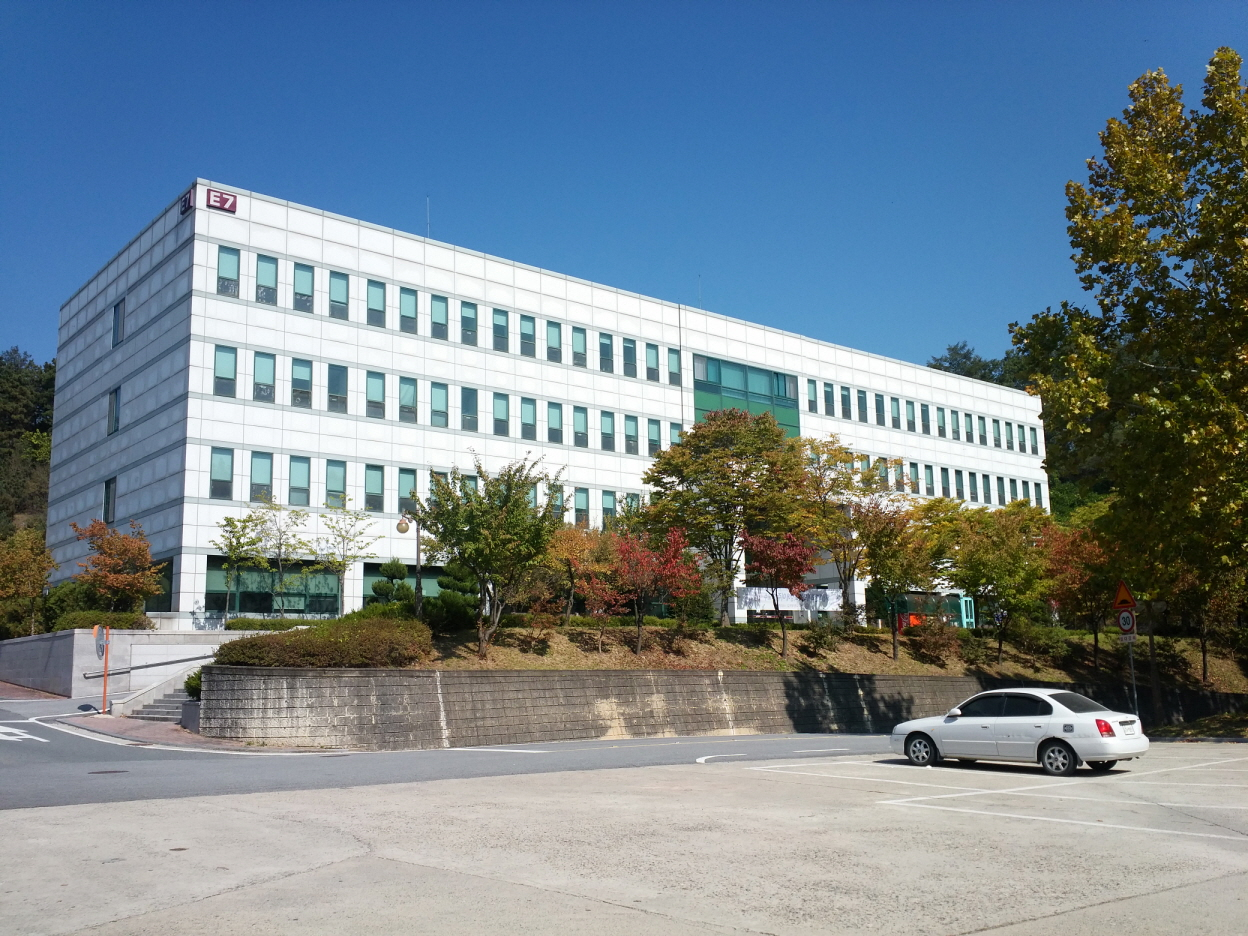
한국교통대학교 경영항공관
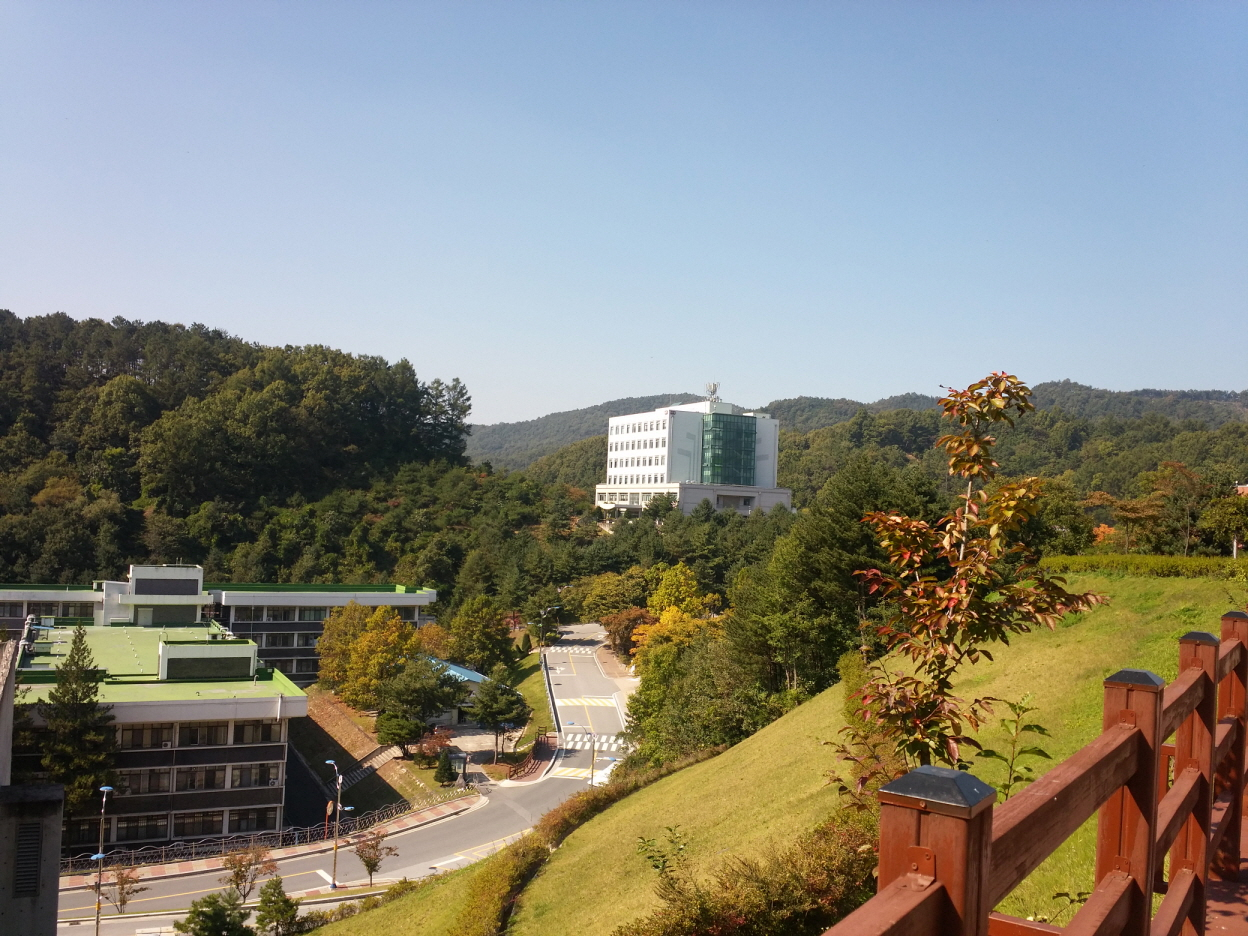
한국교통대학교
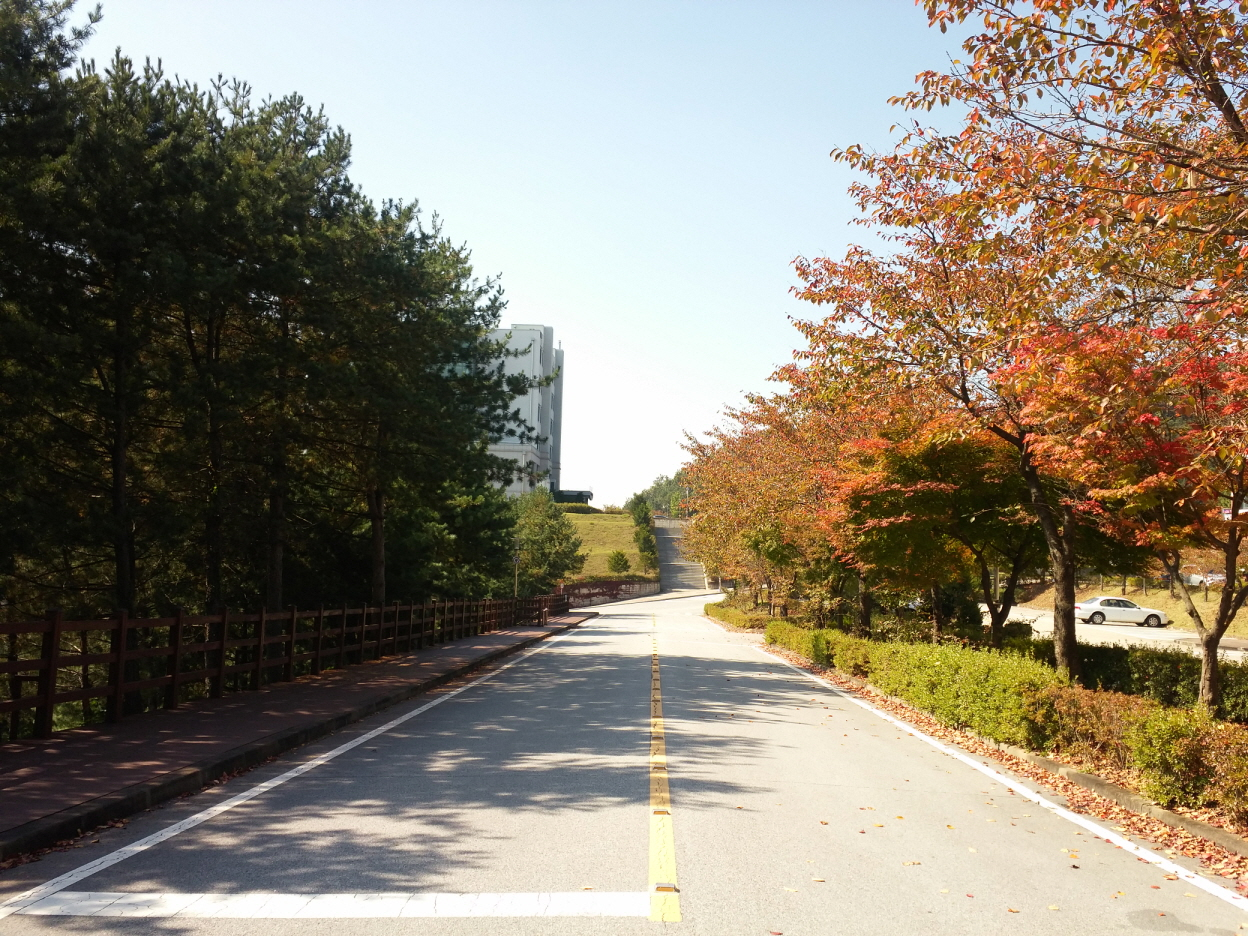
한국교통대학교
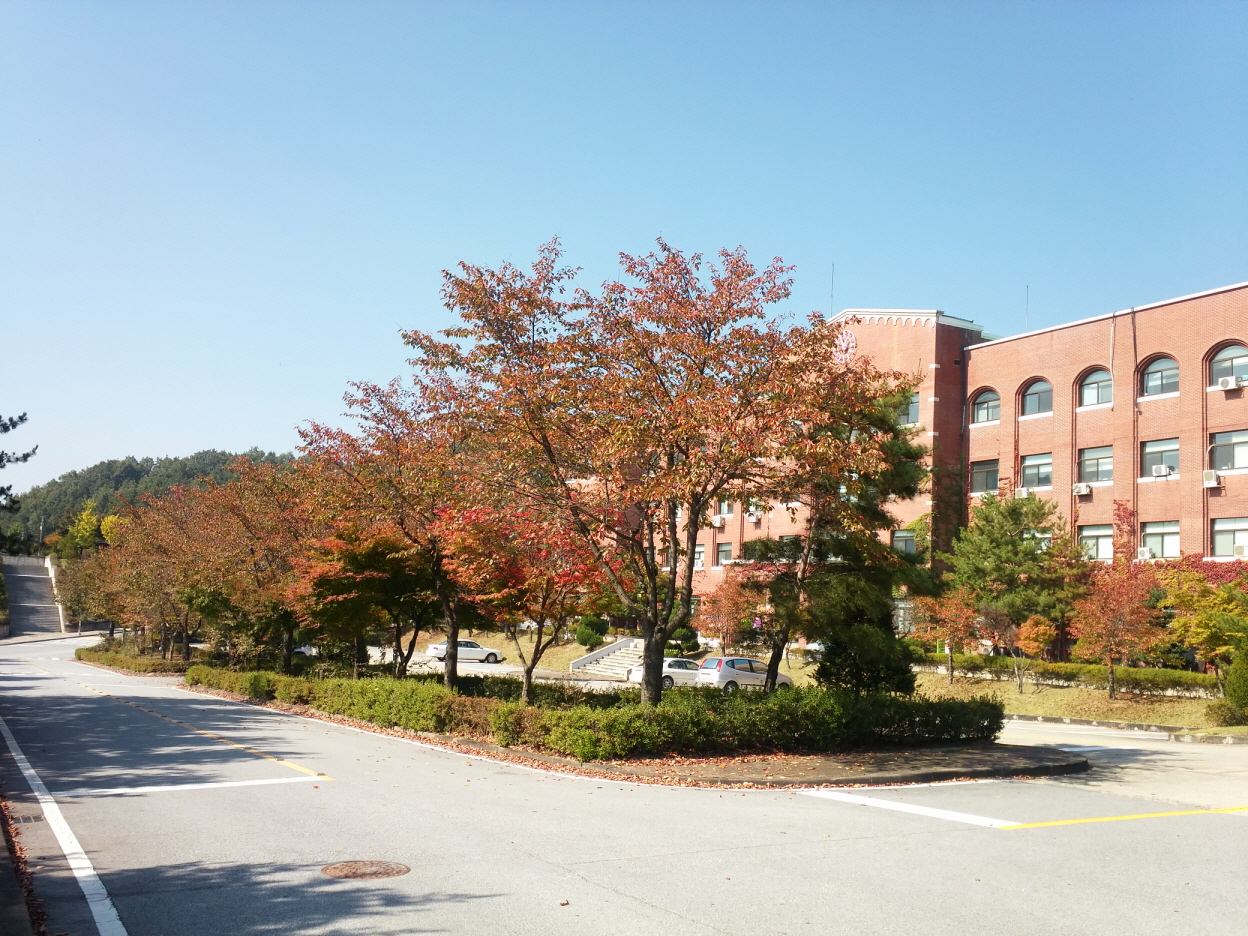
한국교통대학교 건설환경관
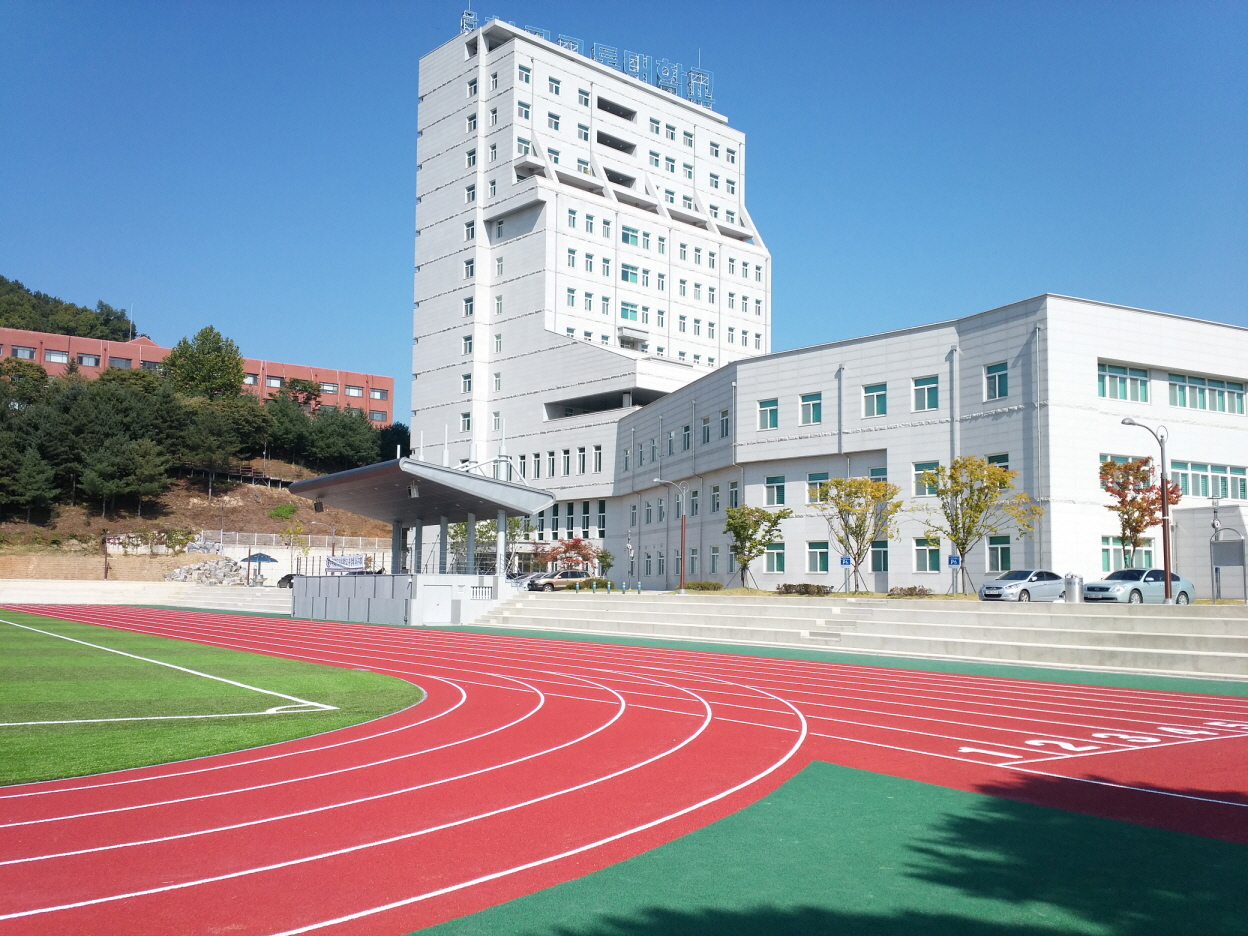
한국교통대학교 중앙도서관
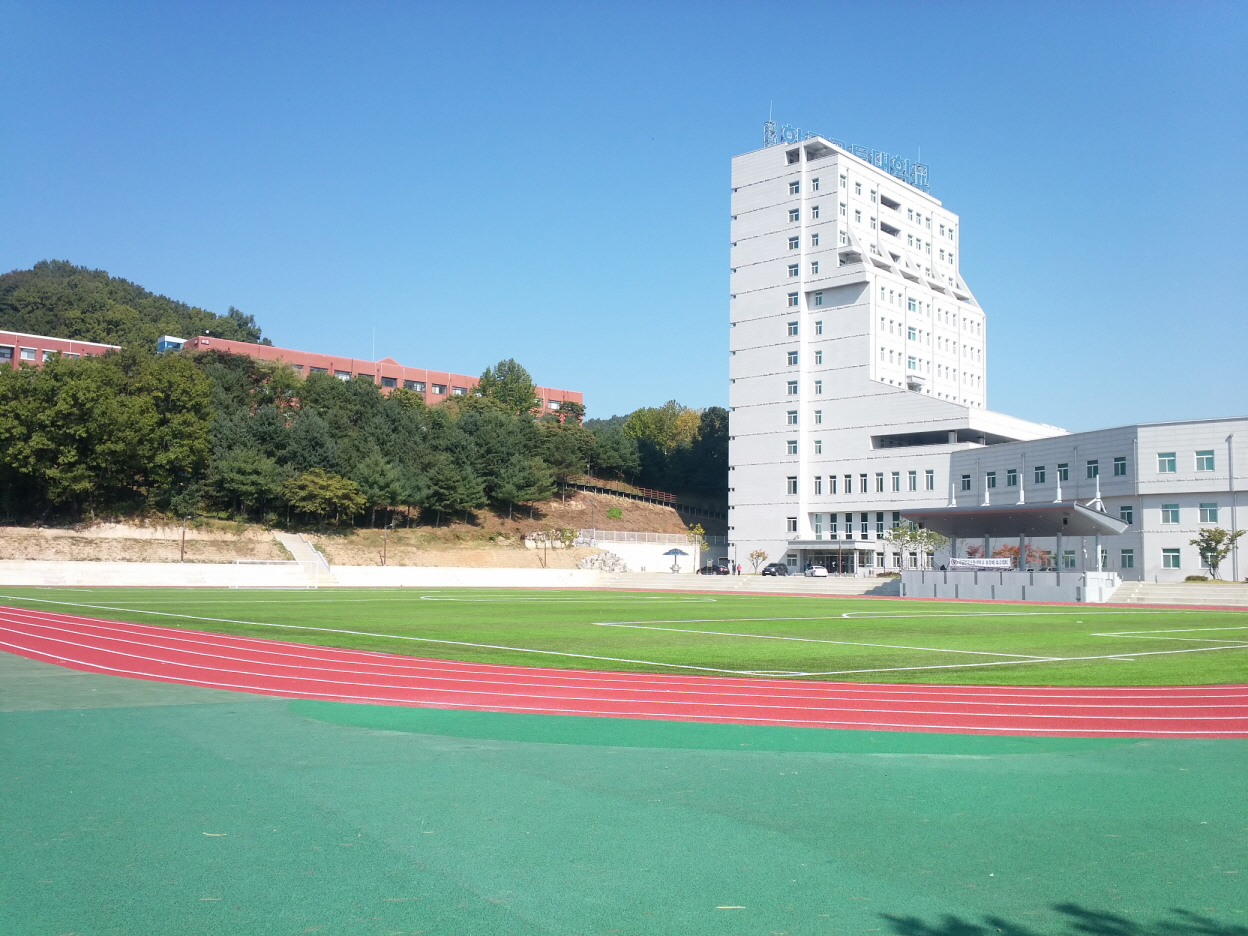
한국교통대학교 운동장
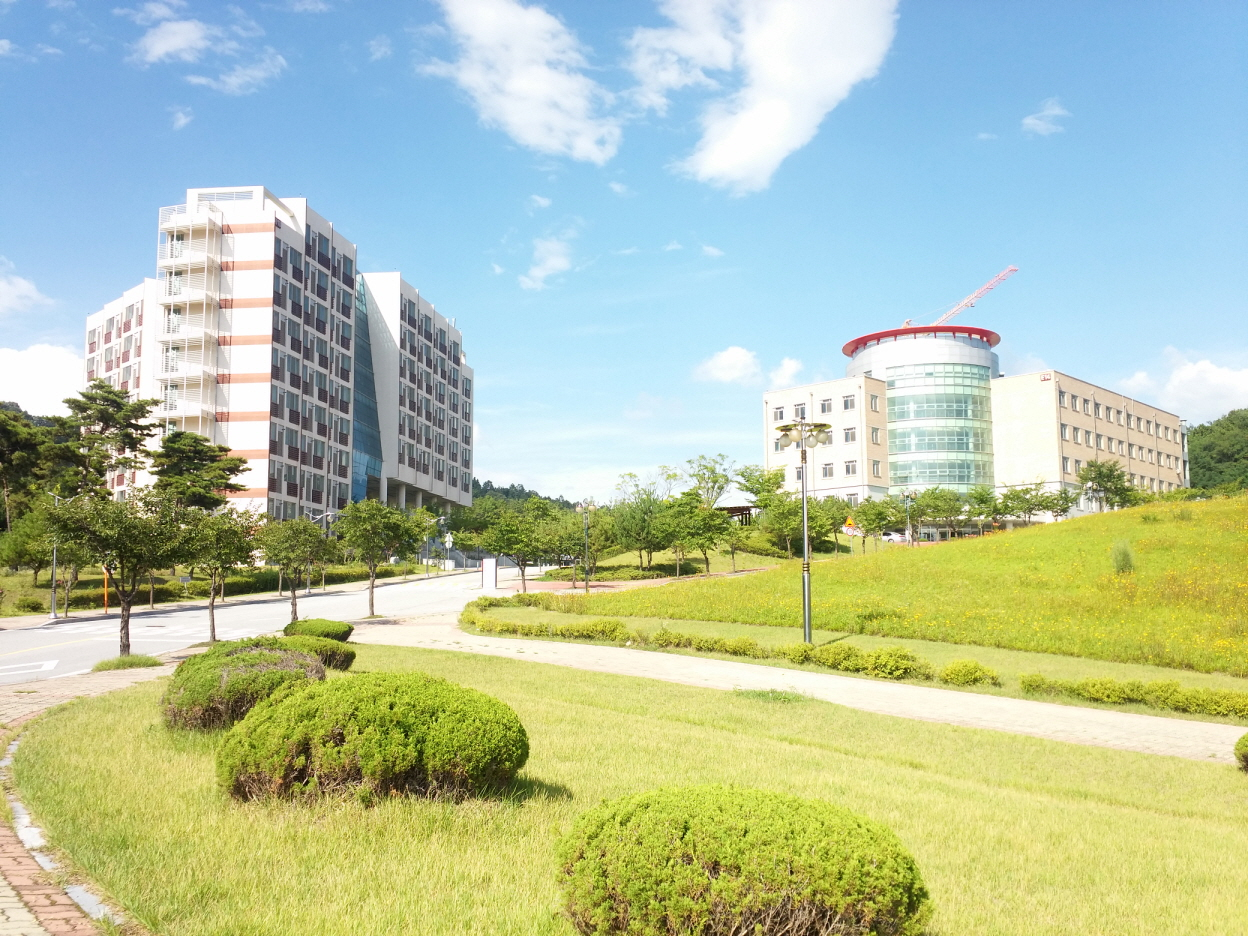
한국교통대학교 중원생활관(좌) / 인문사회관(우)
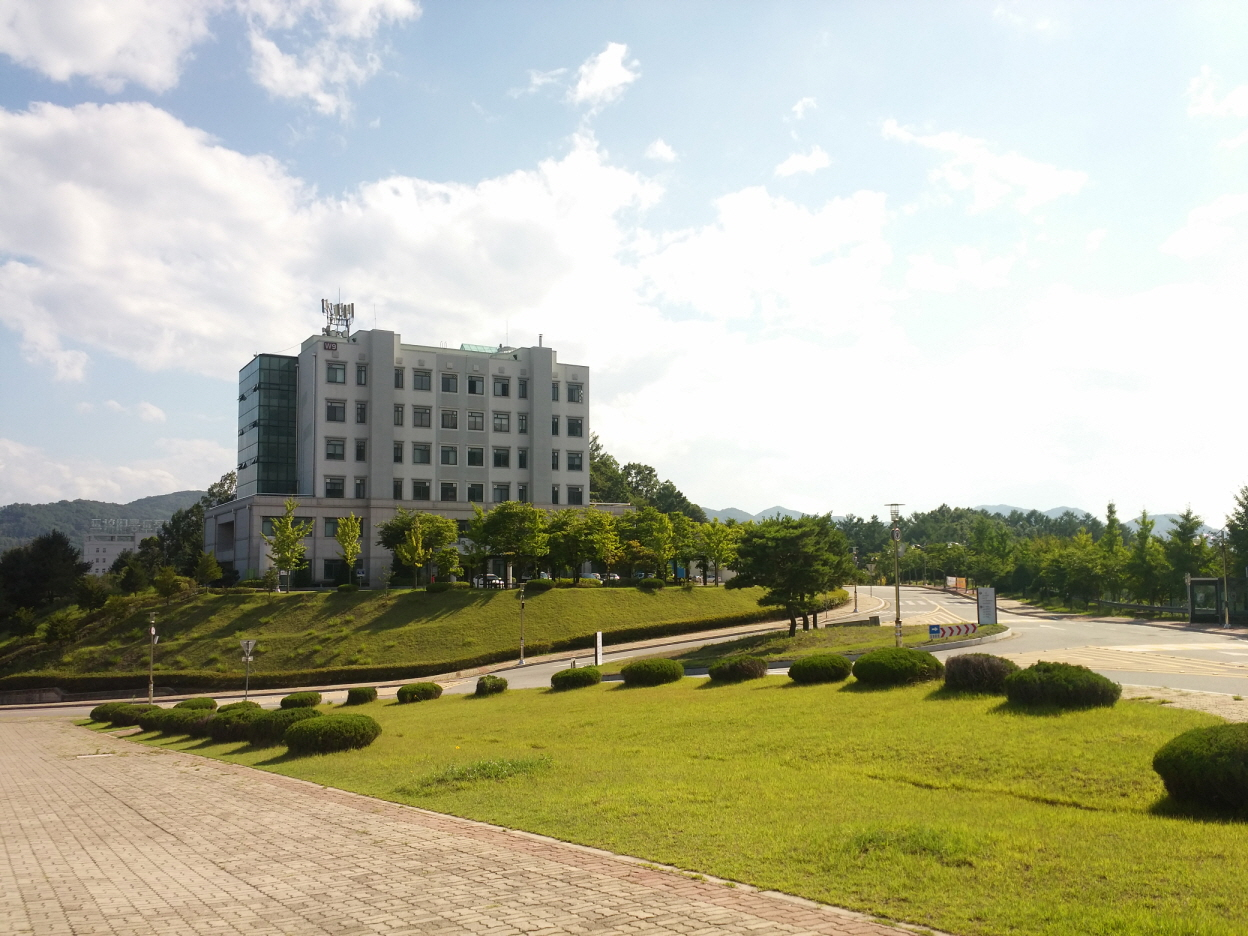
한국교통대학교 공동실험관
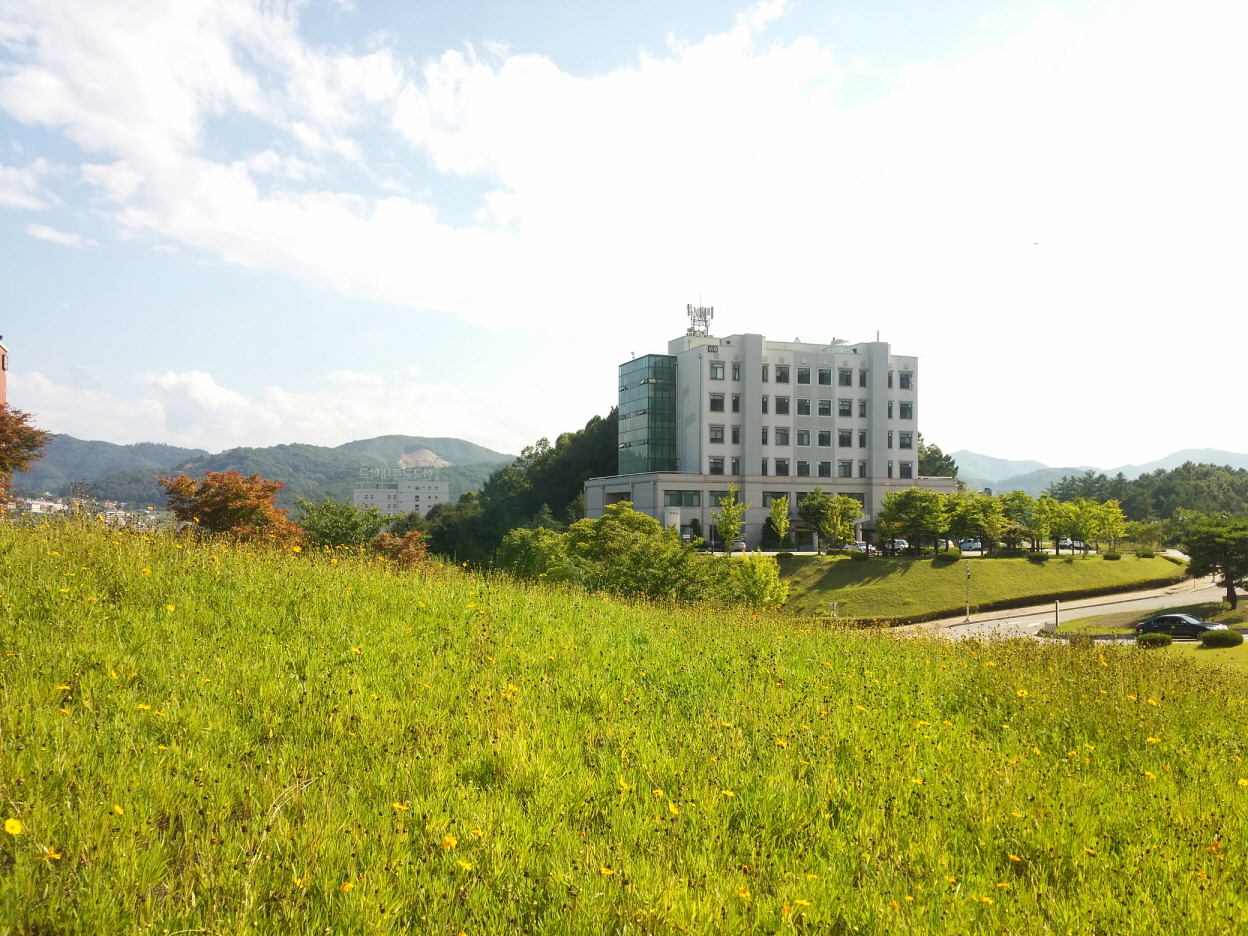
한국교통대학교 공동실험관
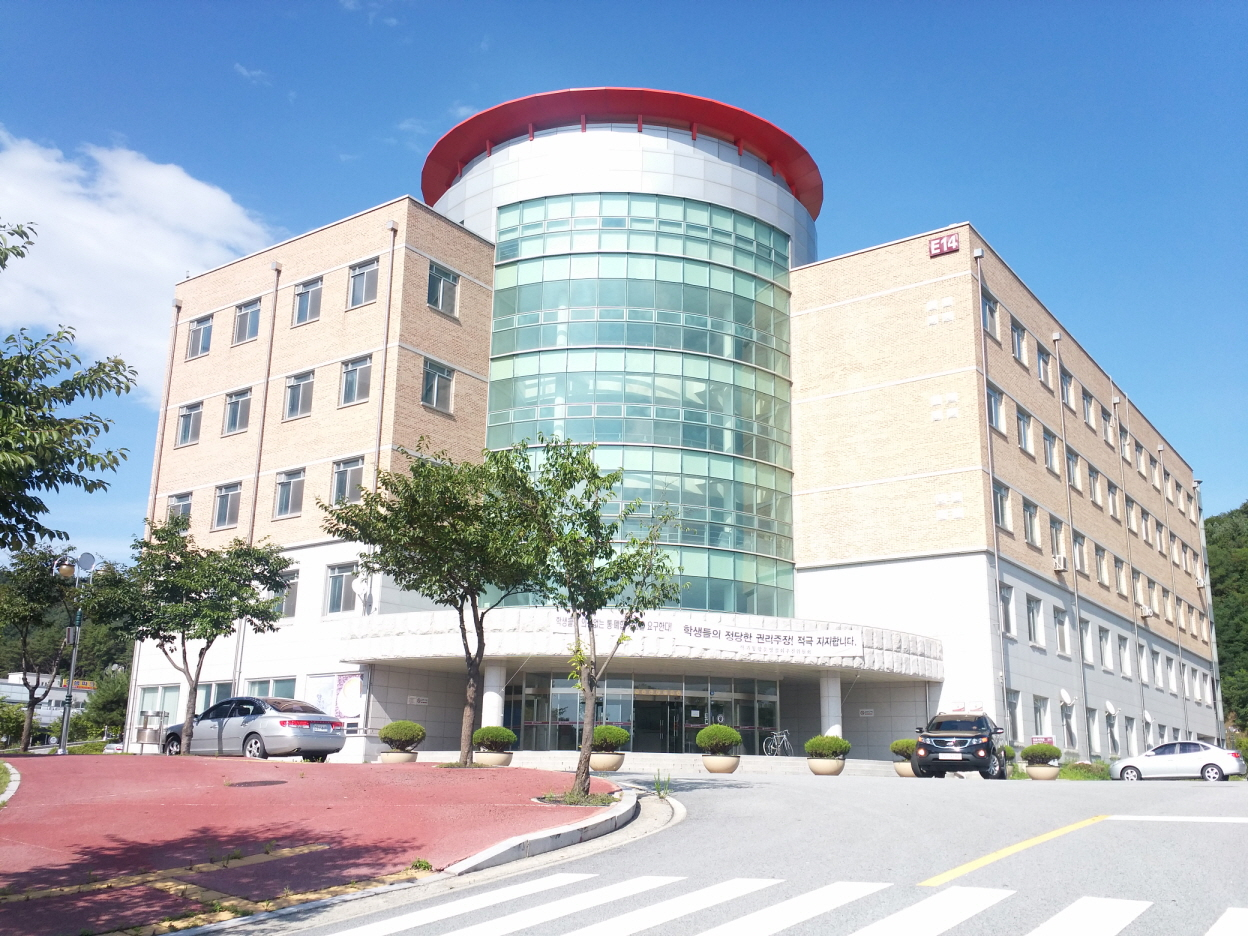
한국교통대학교 인문사회관
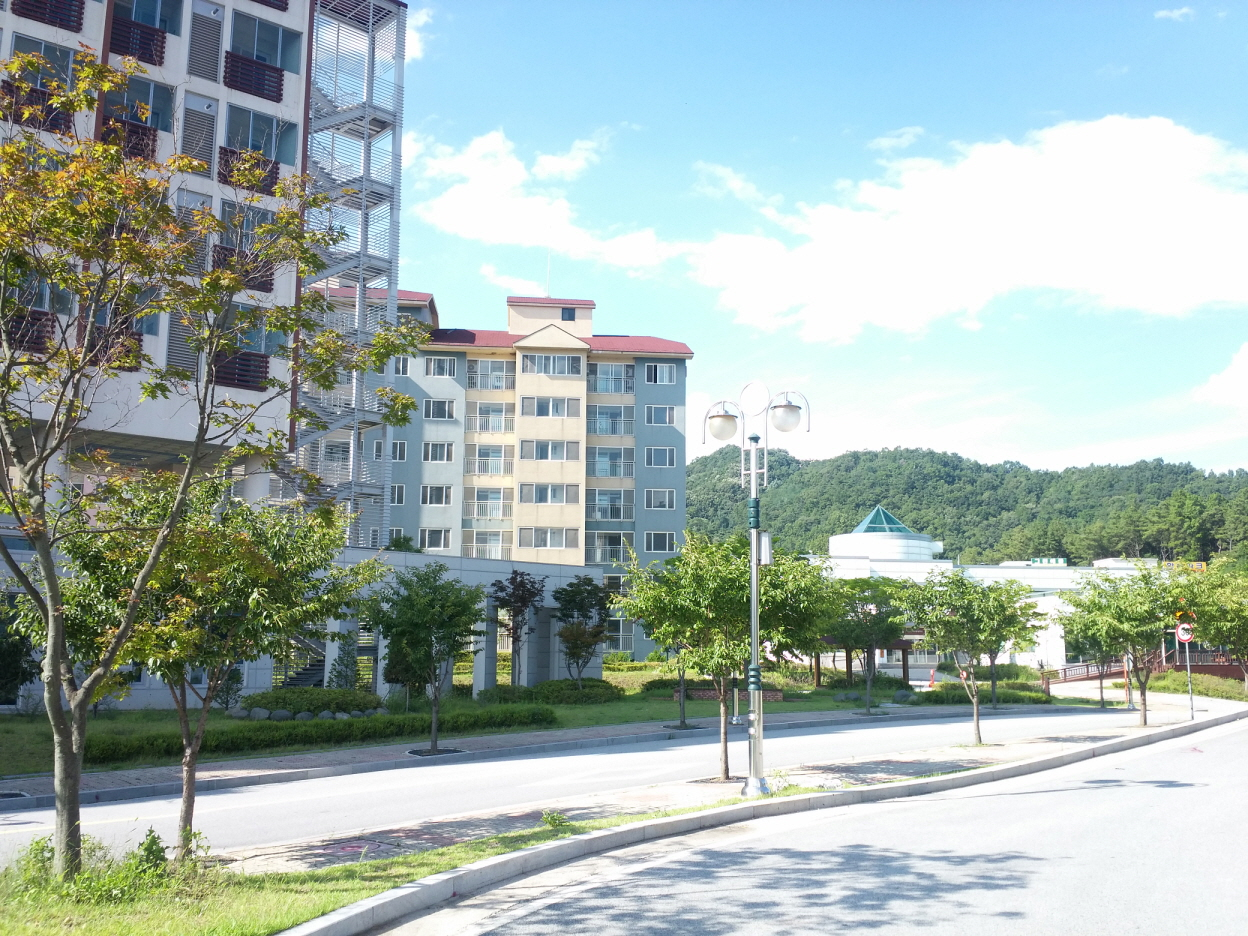
한국교통대학교 학생생활관
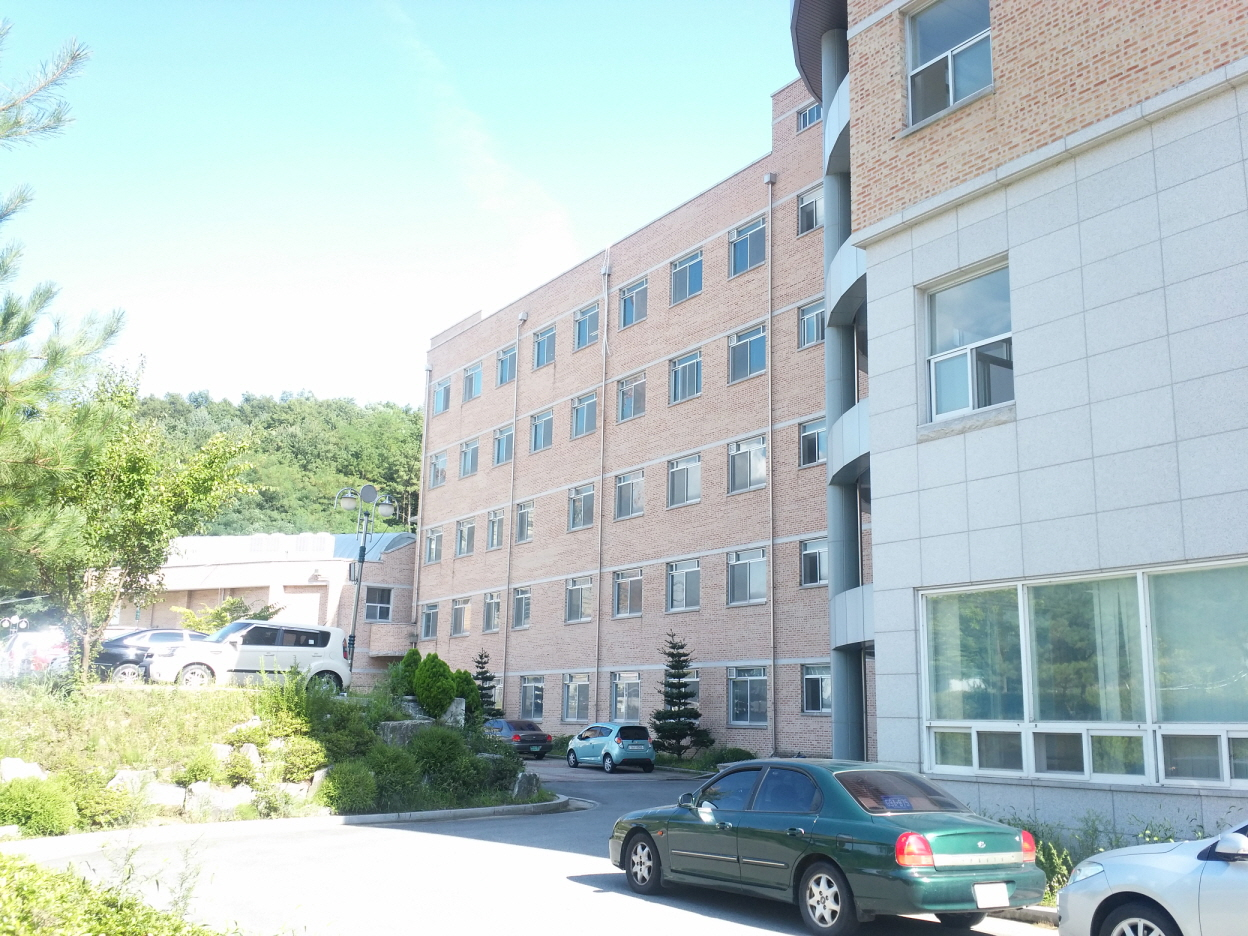
한국교통대학교 인문사회관
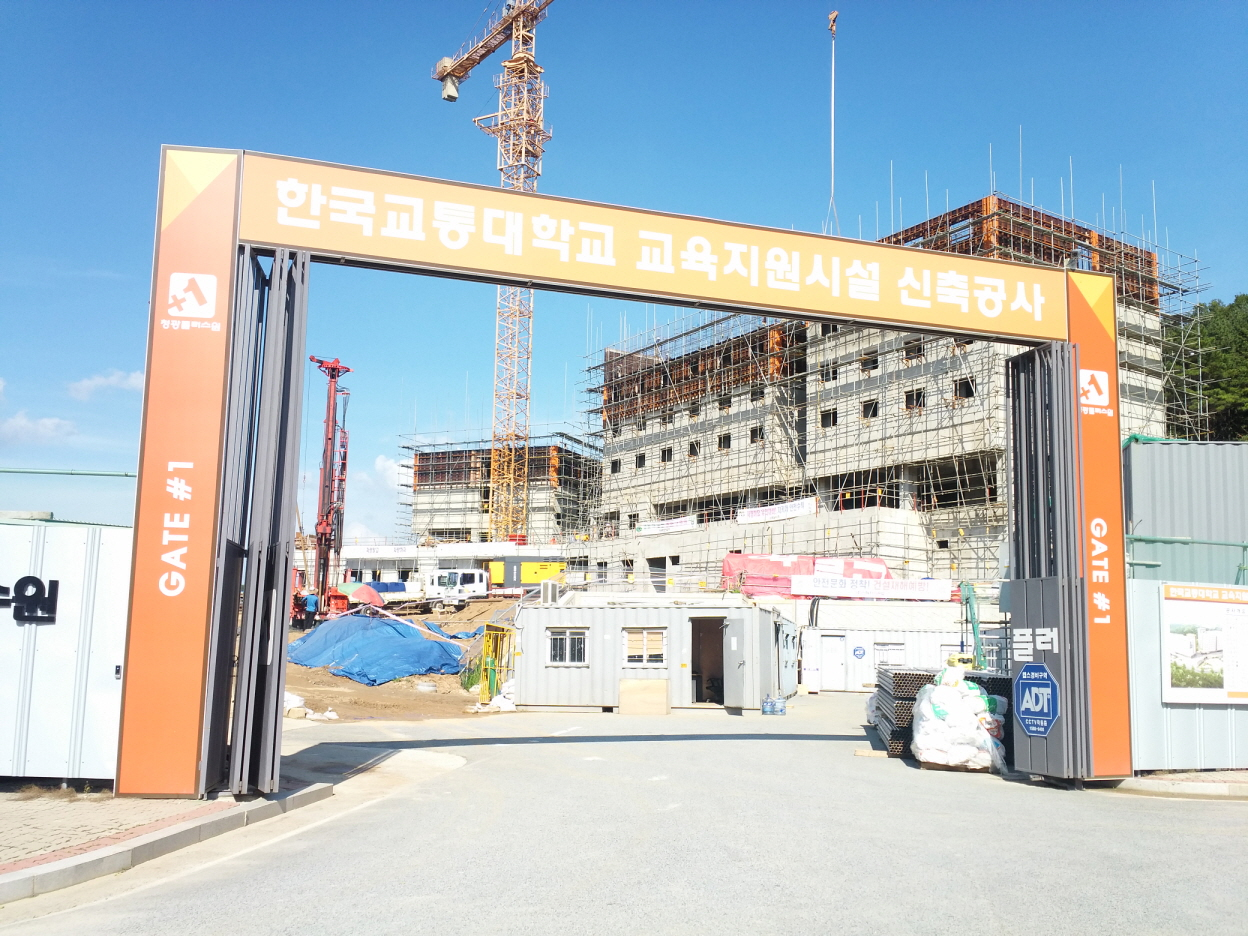
한국교통대학교 IT관
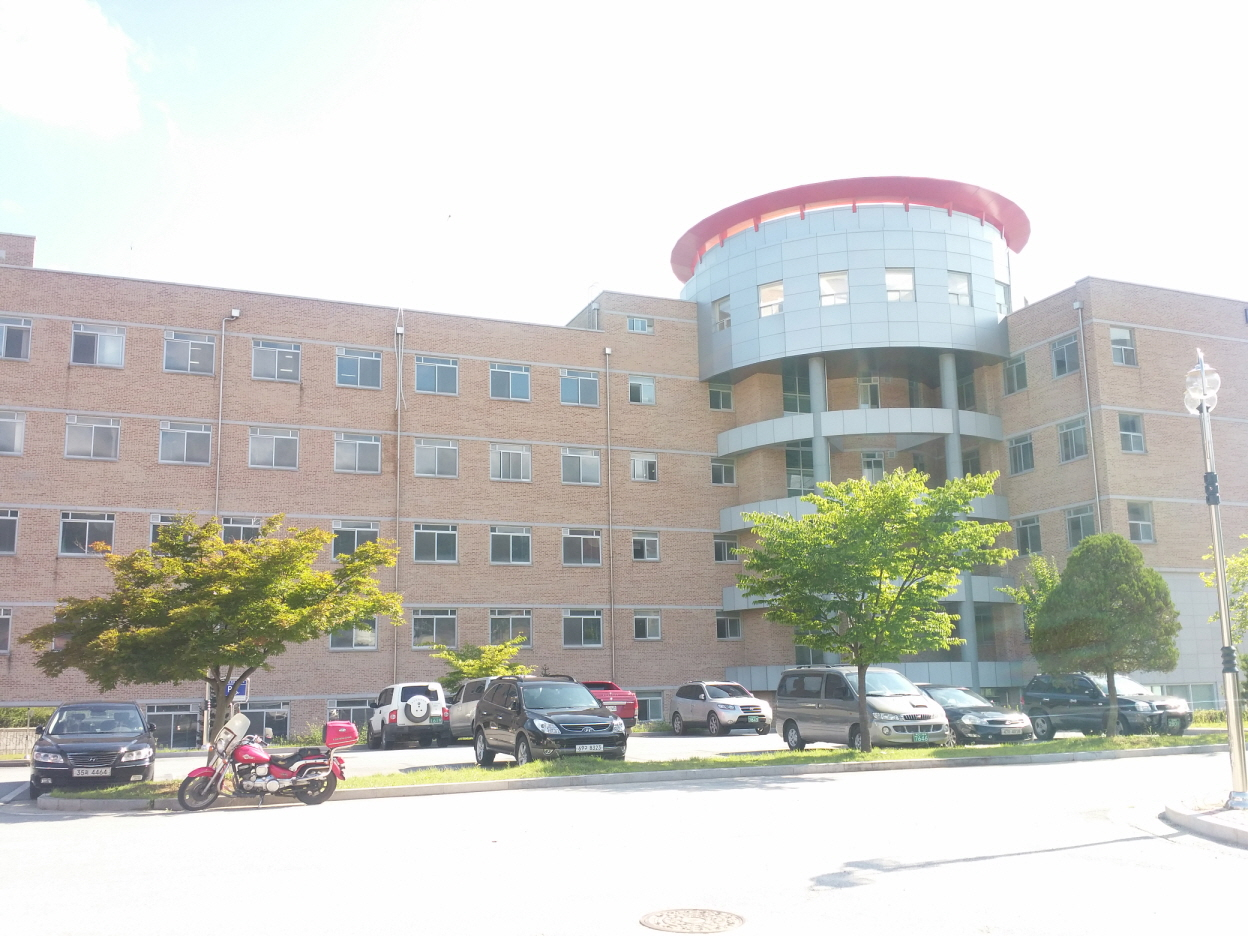
한국교통대학교 인문사회관
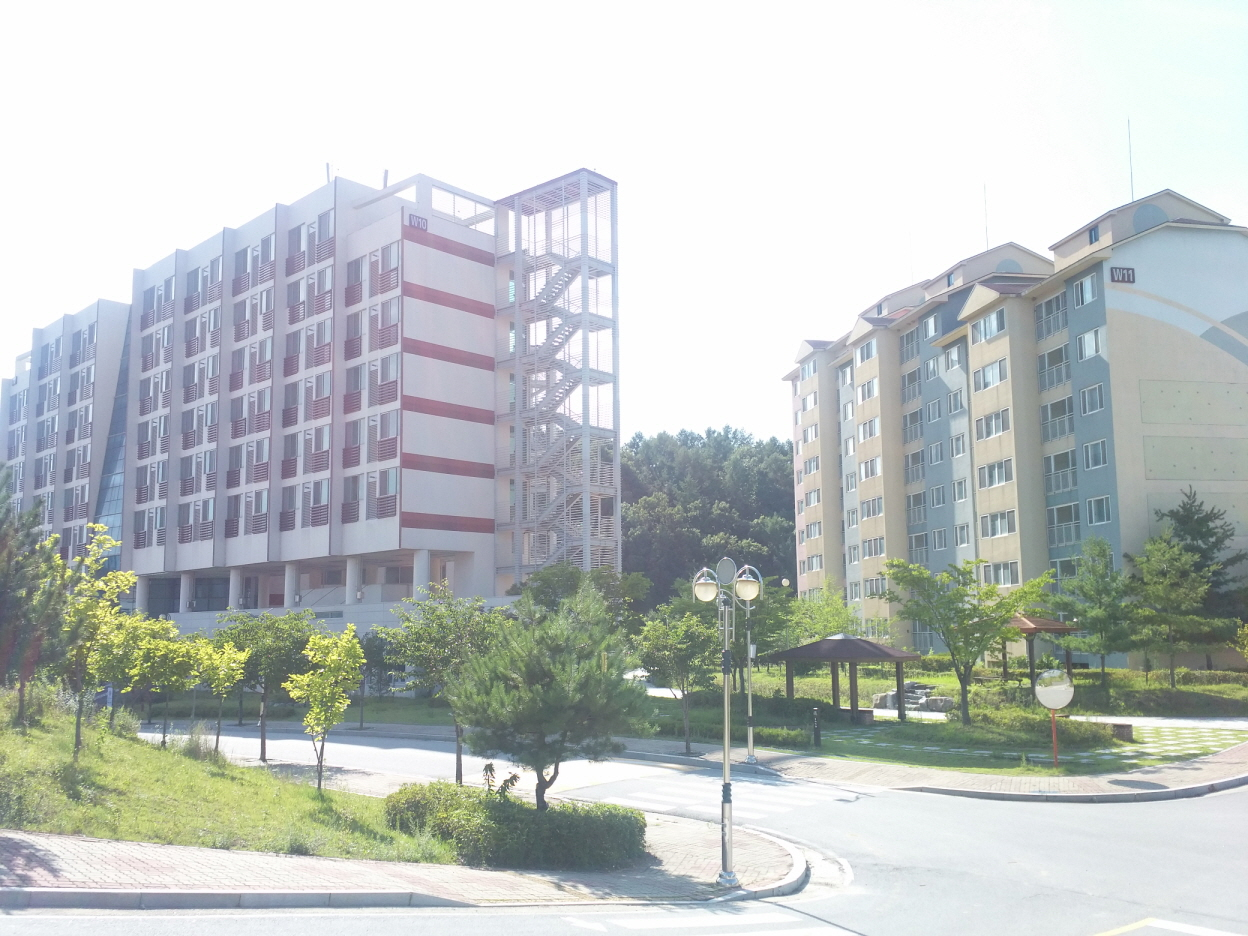
한국교통대학교 중원생활관(좌) / 예성생활관(우)
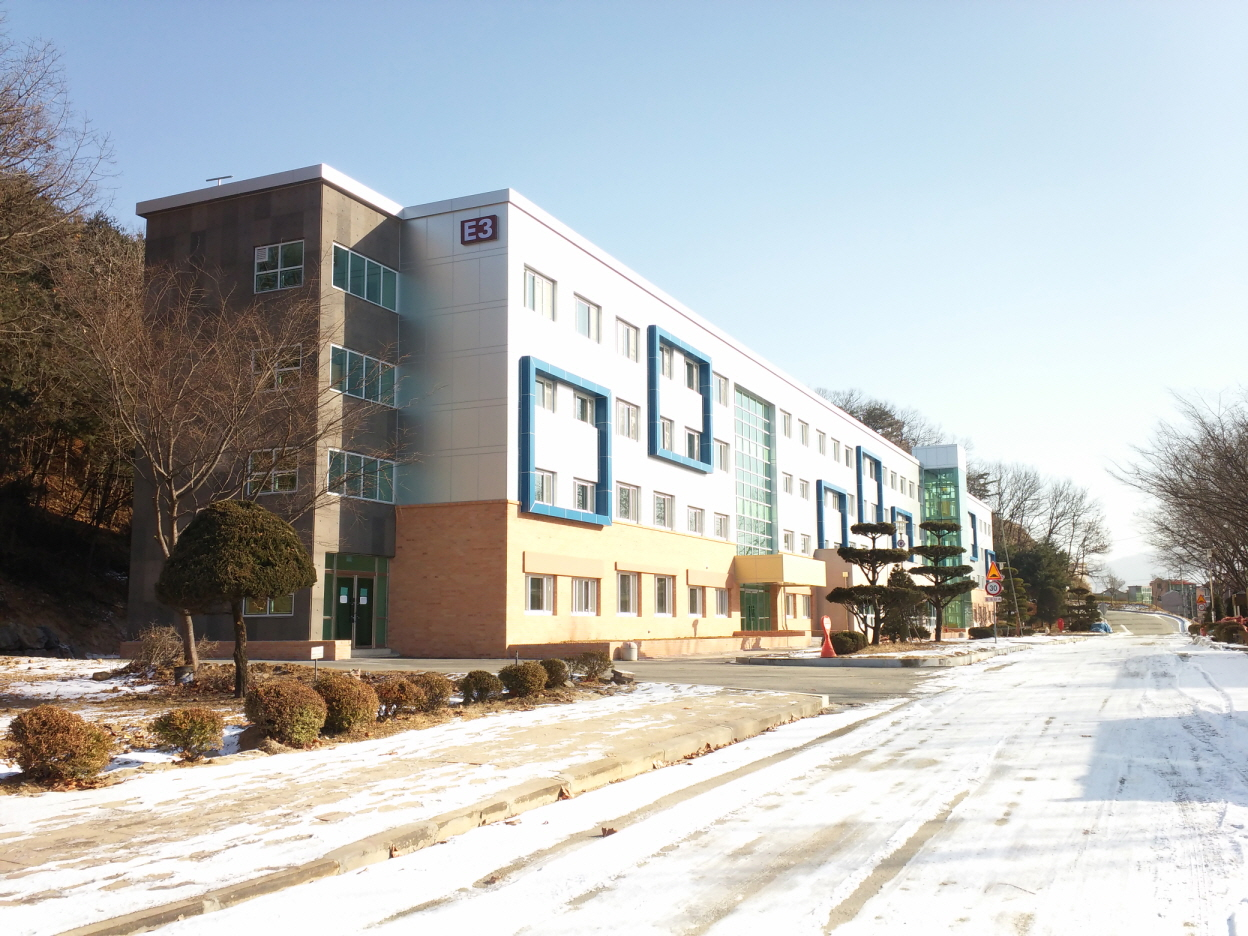
한국교통대 국원생활관
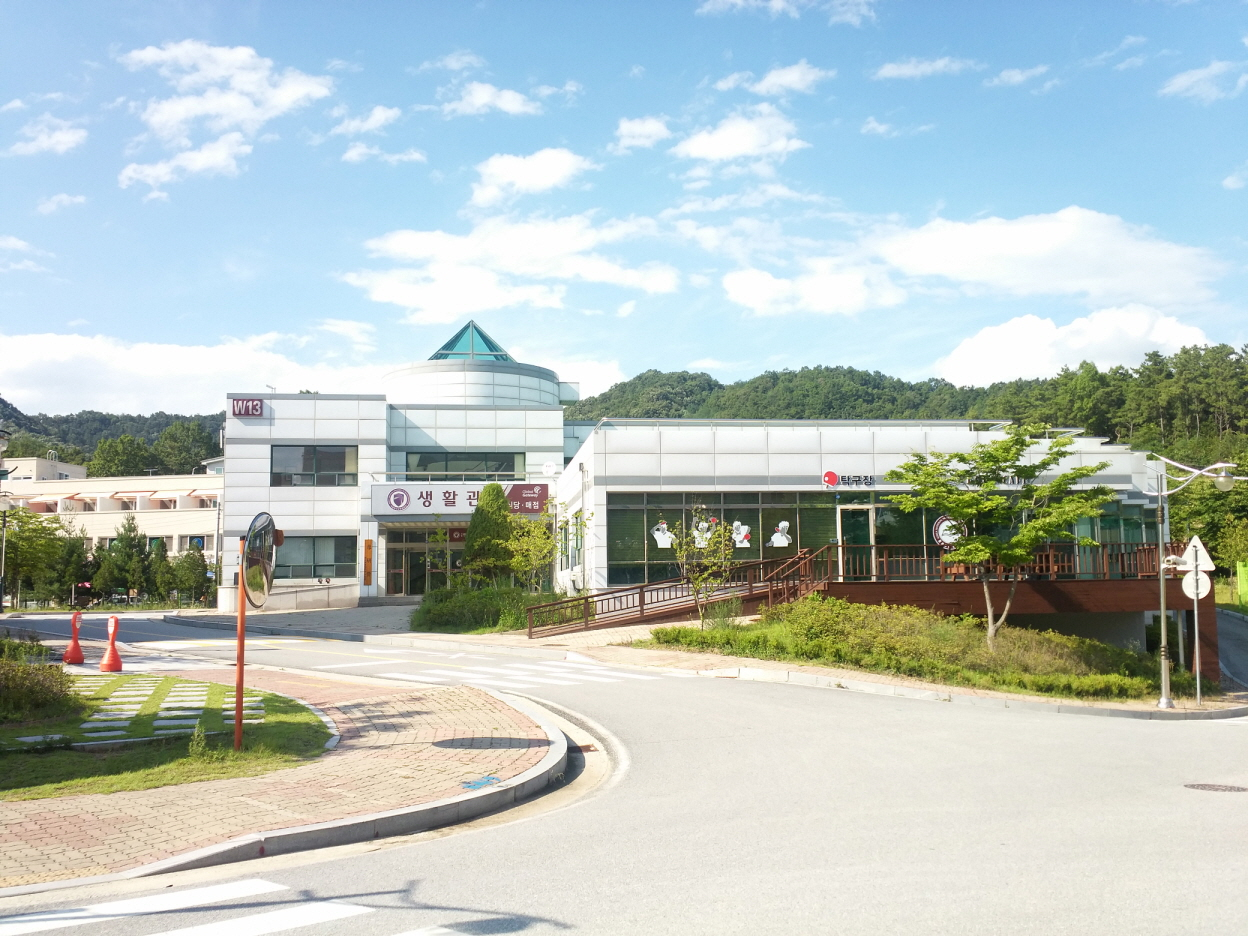
한국교통대학교 복지관
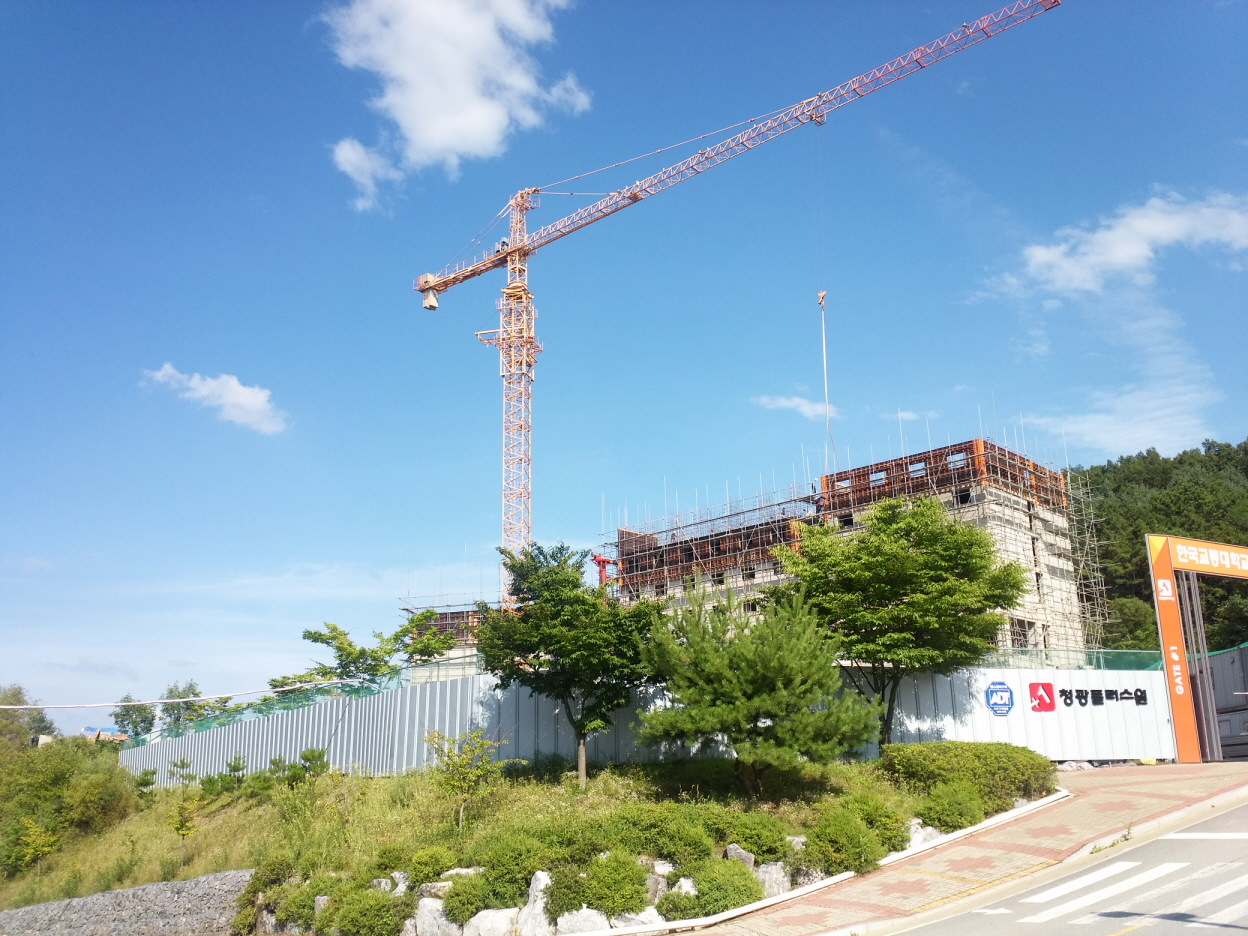
한국교통대학교 IT관
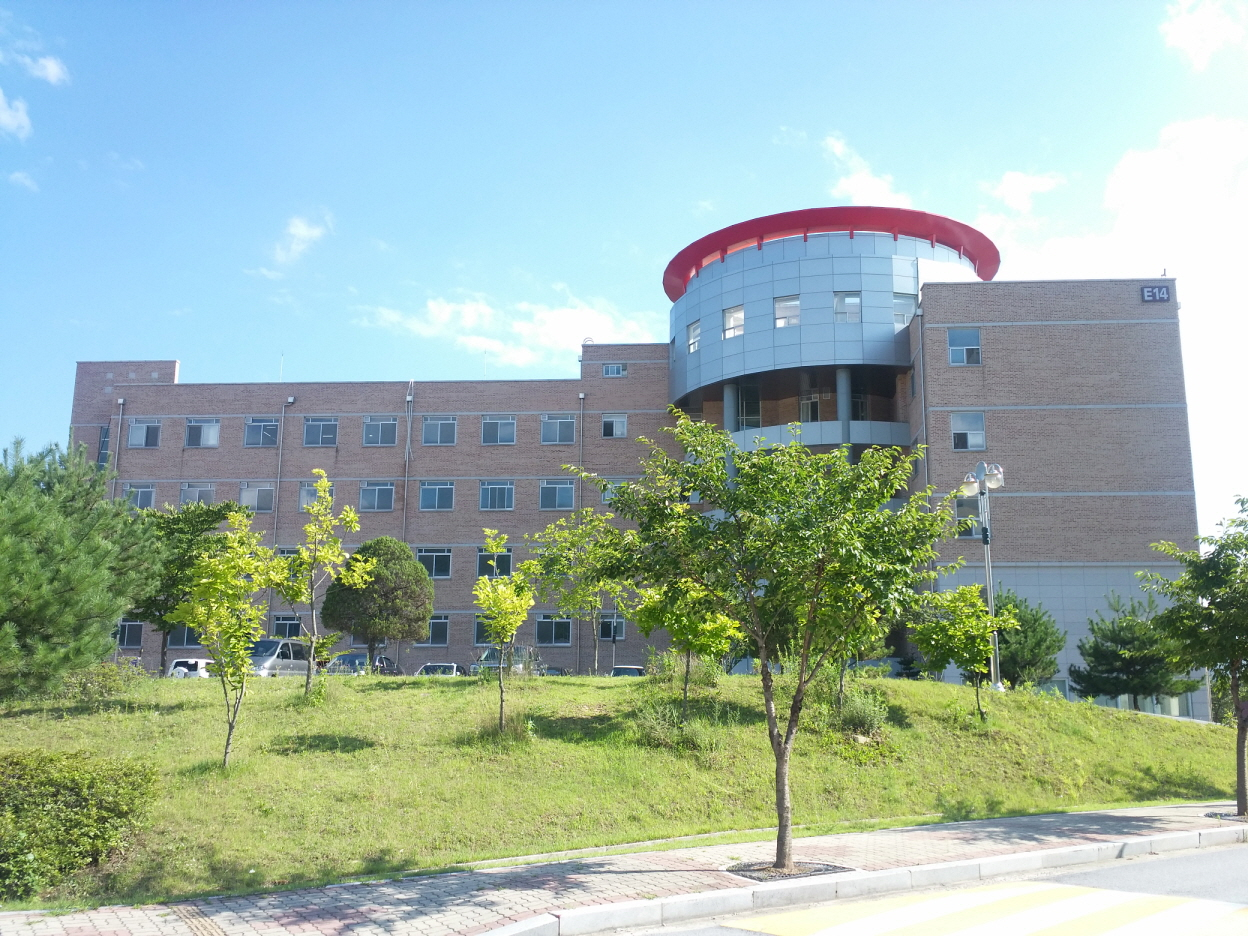
한국교통대학교 인문사회관
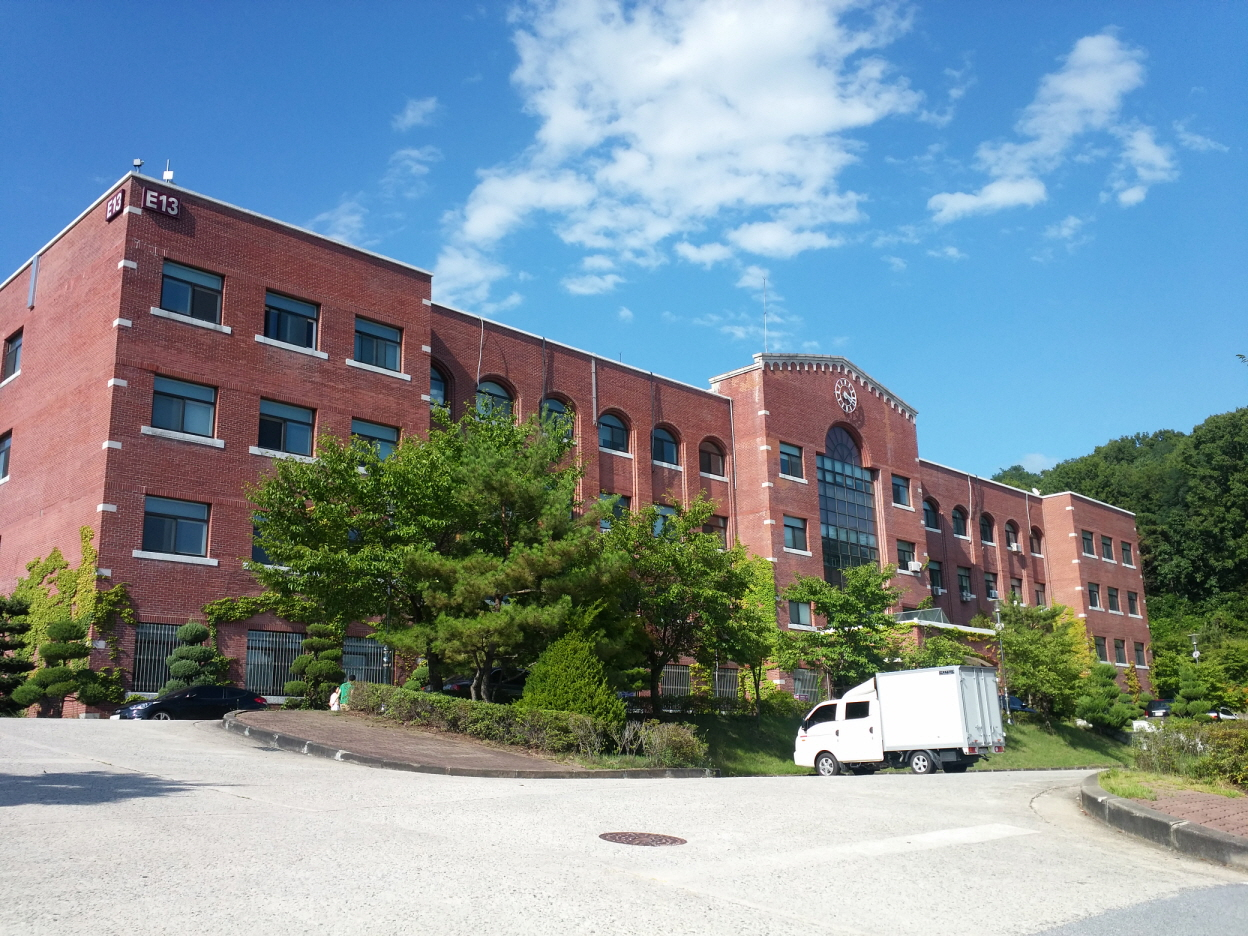
한국교통대학교 건설환경관
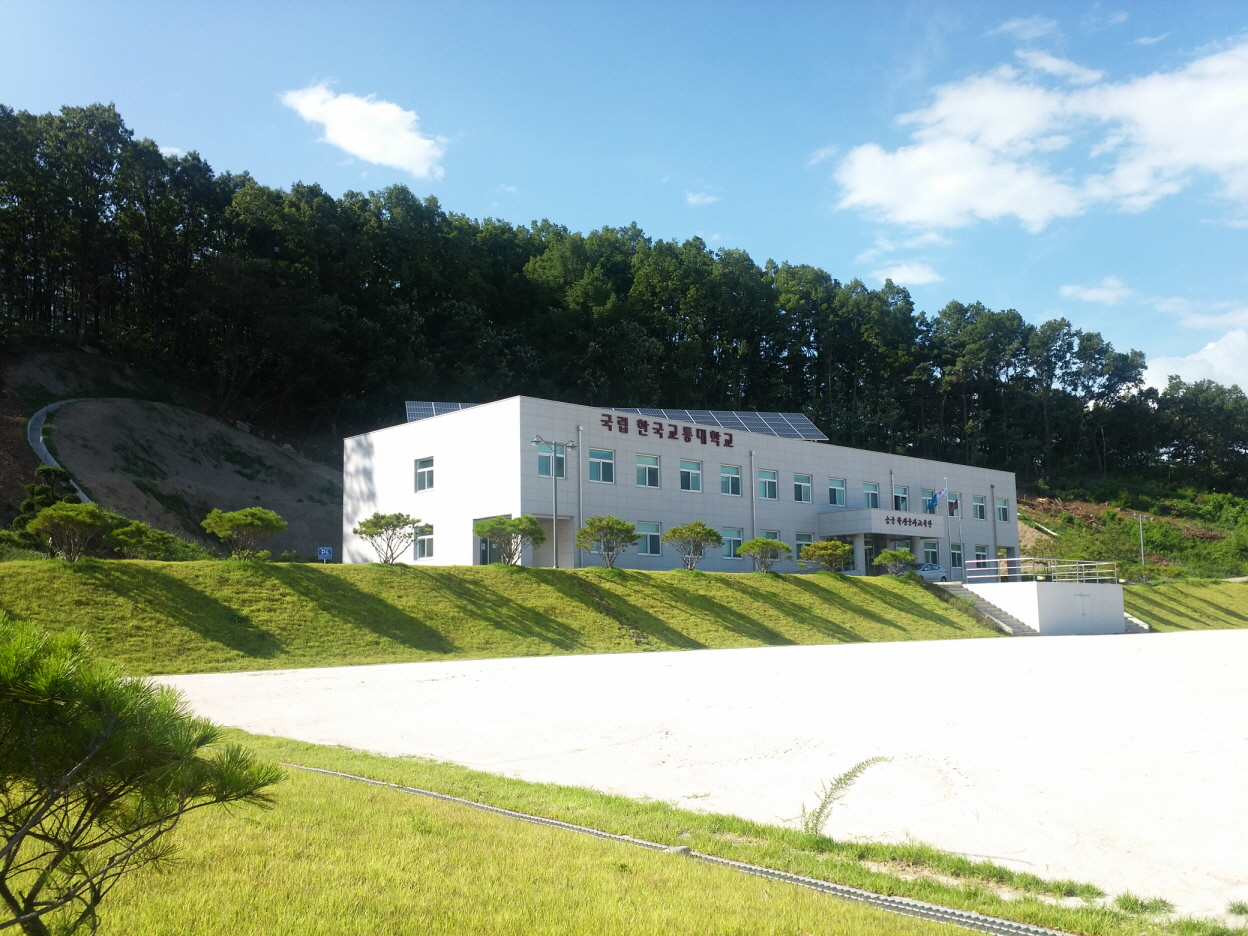
한국교통대학교 공군학군단
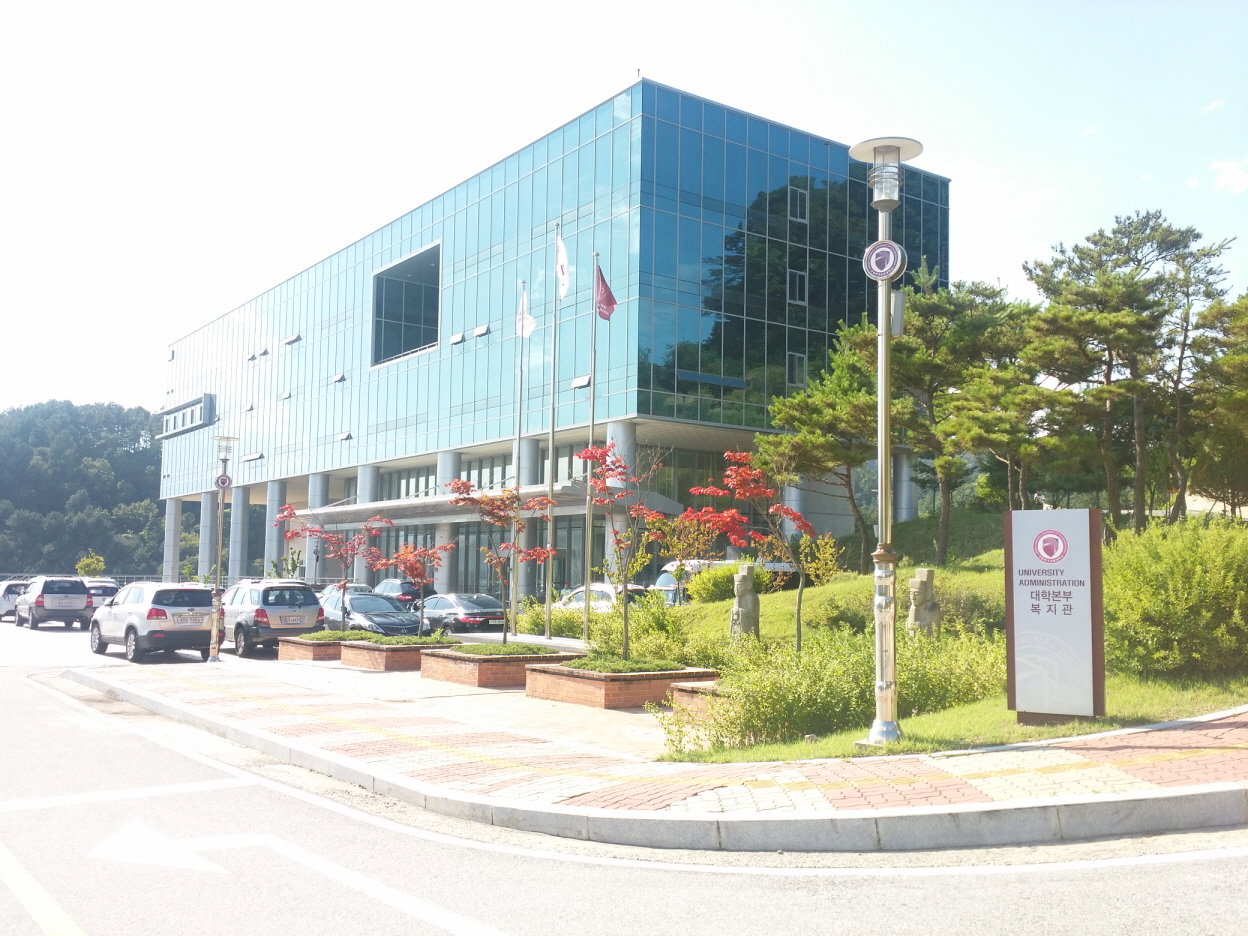
한국교통대학교 대학본부
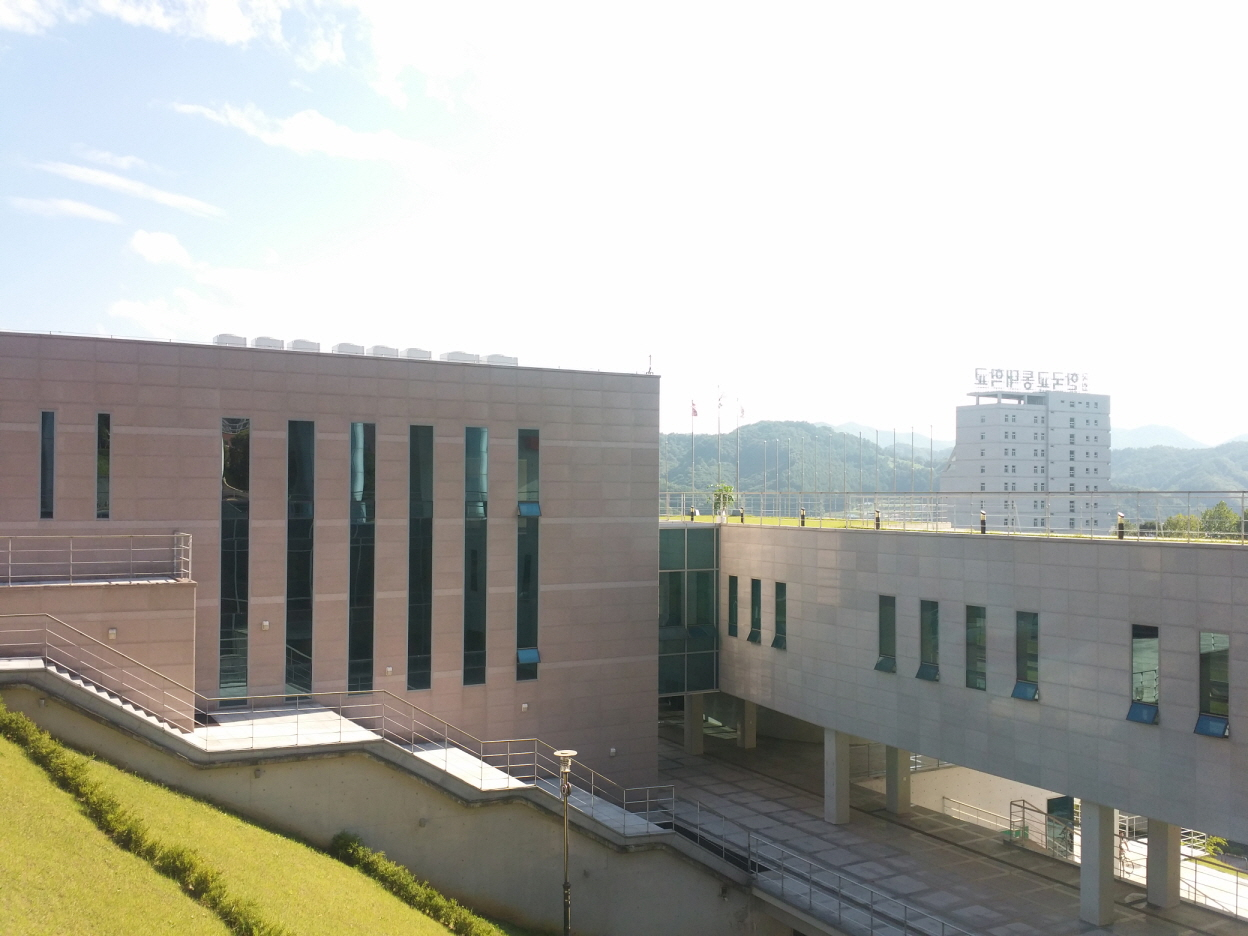
한국교통대학교 학생처
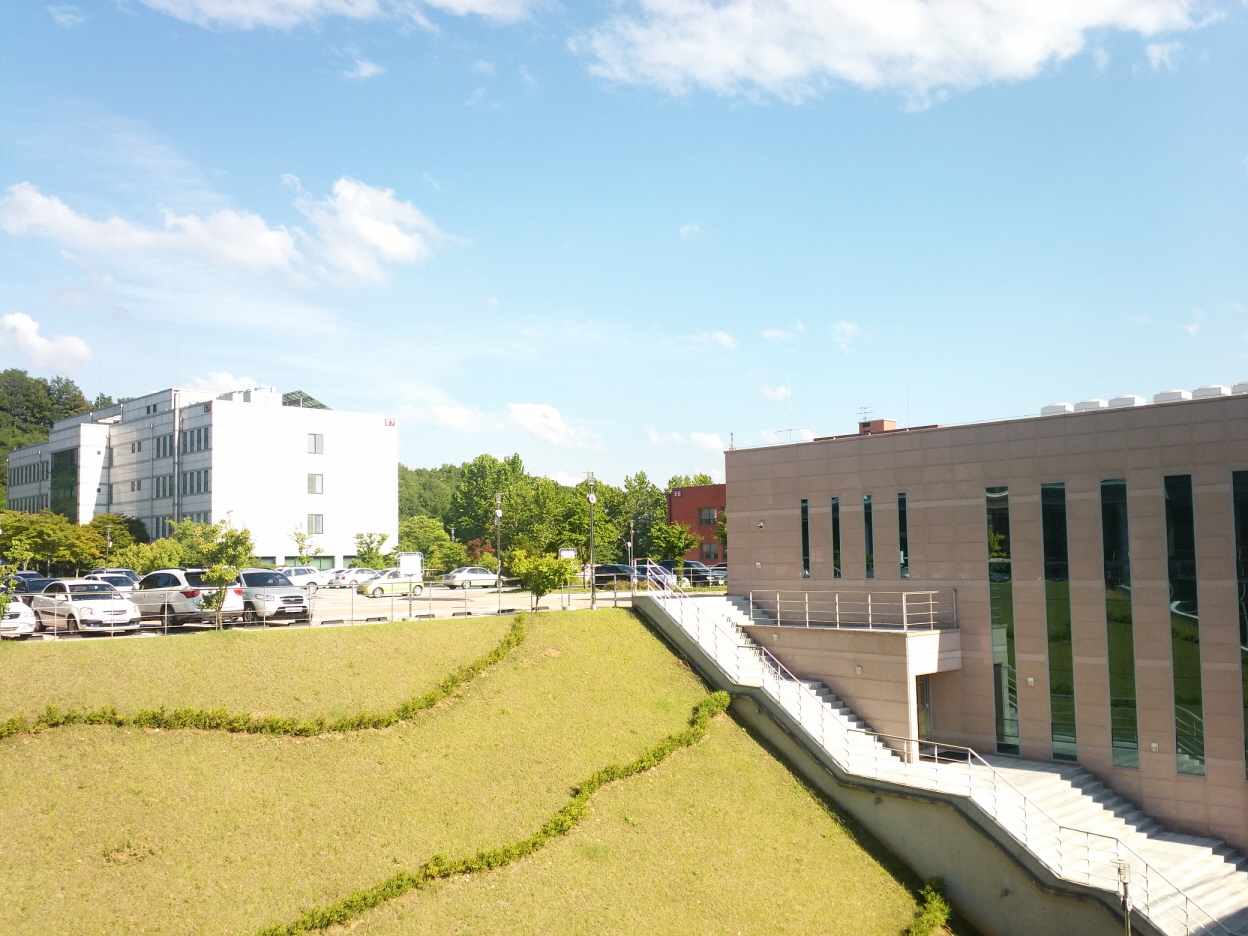
한국교통대학교 경영항공관(좌) / 학생처(우)
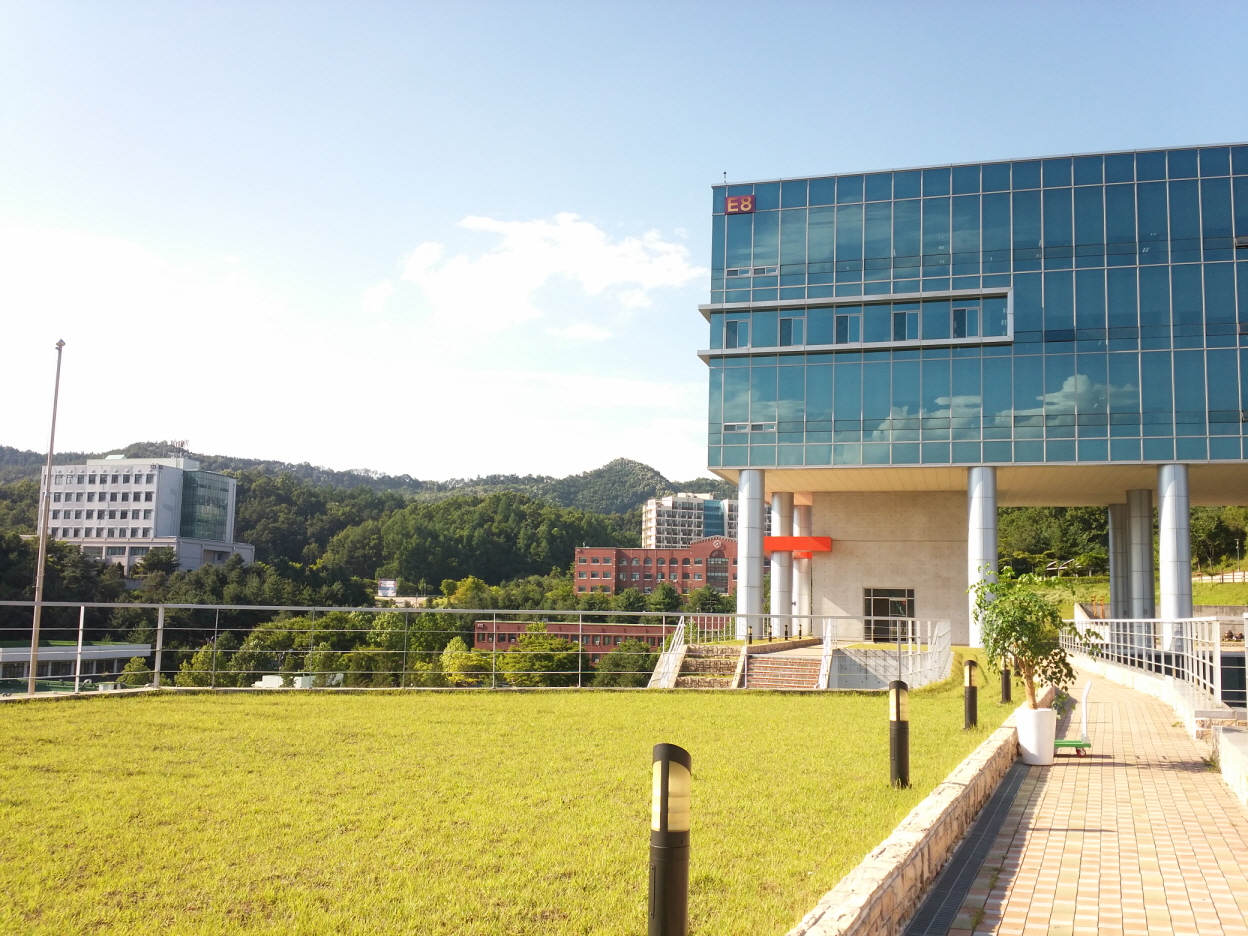
한국교통대학교 대학본부
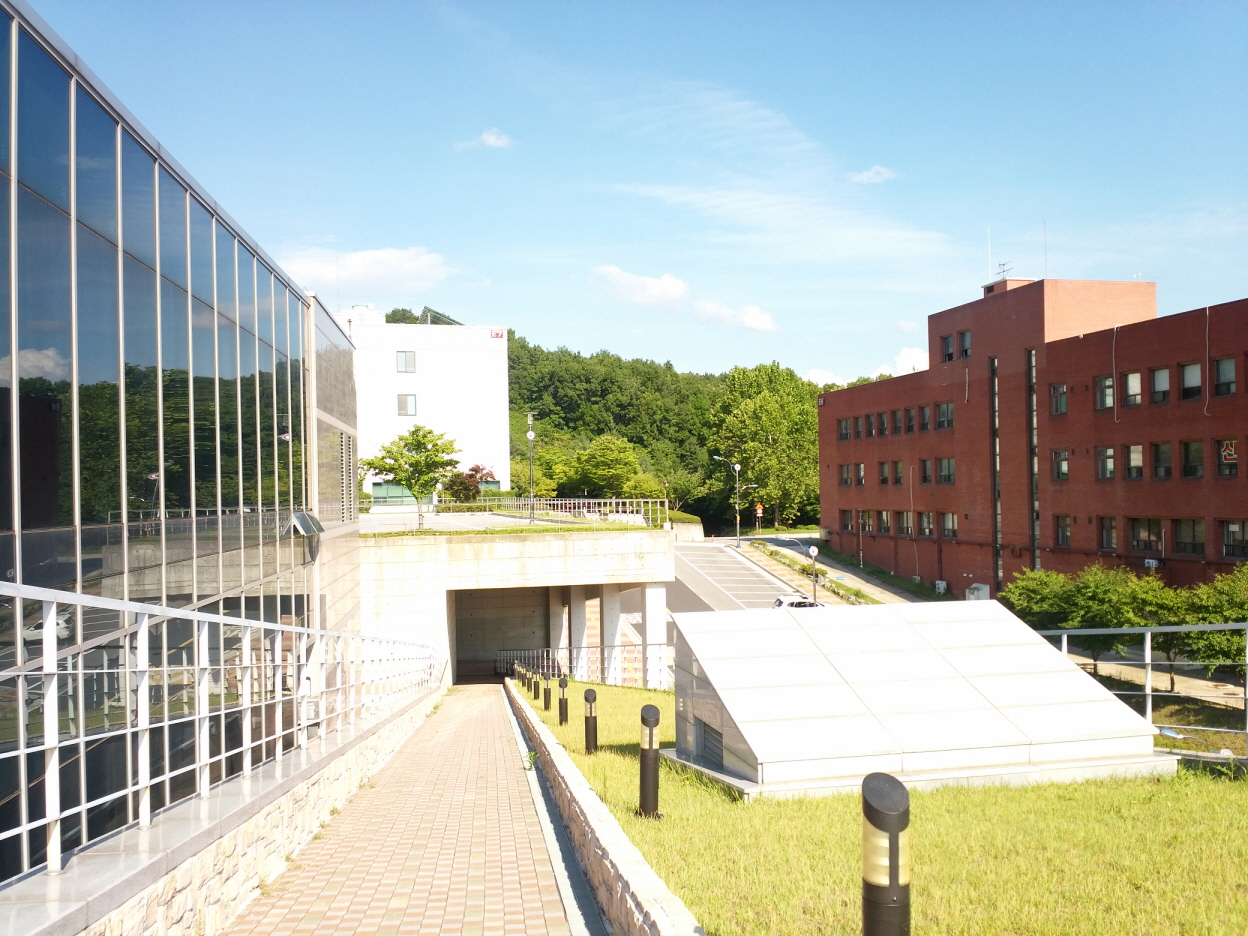
한국교통대학교 학생회관(우)
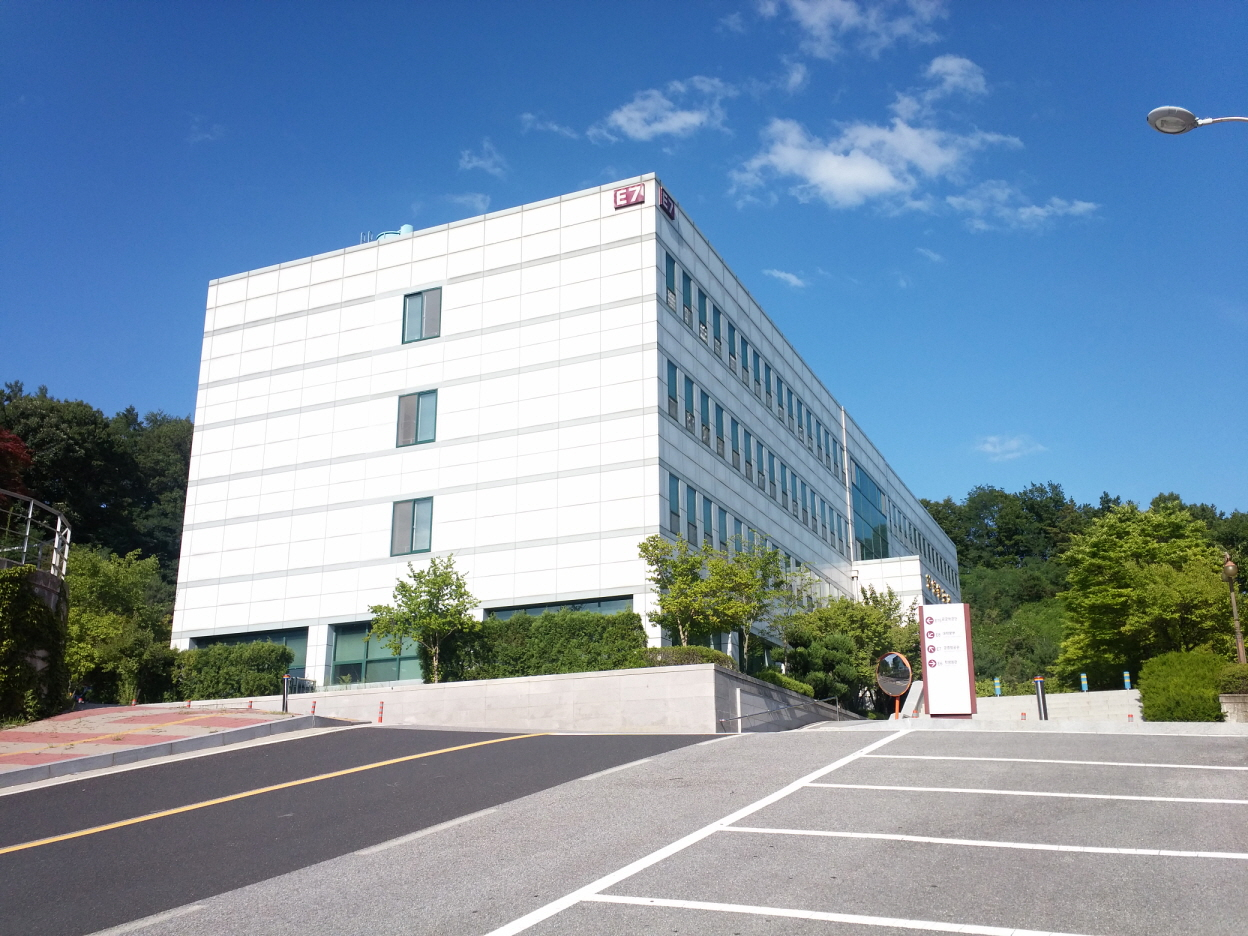
한국교통대학교 경영항공관(구 중앙도서관)
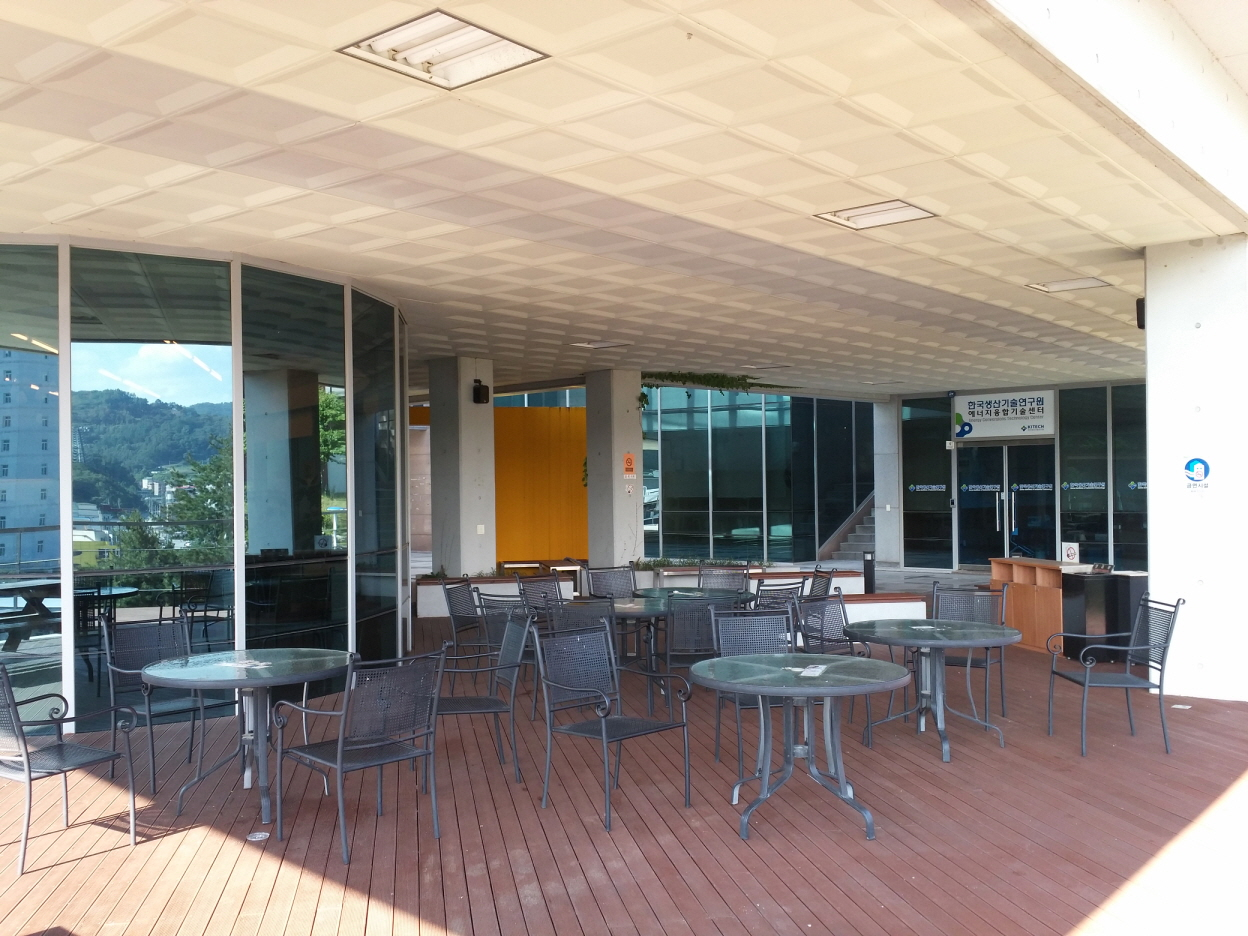
한국교통대학교 카페
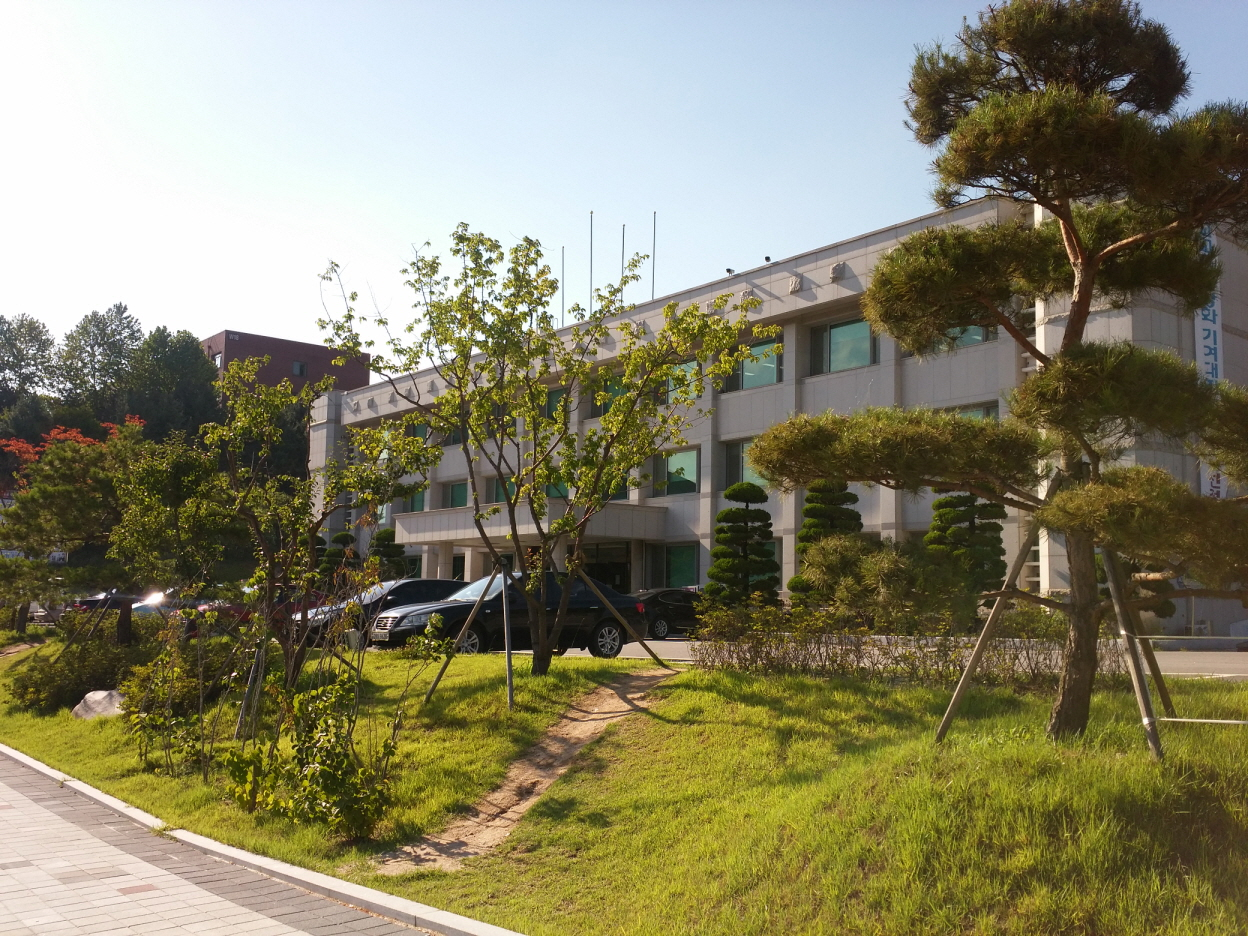
한국교통대학교 대학원
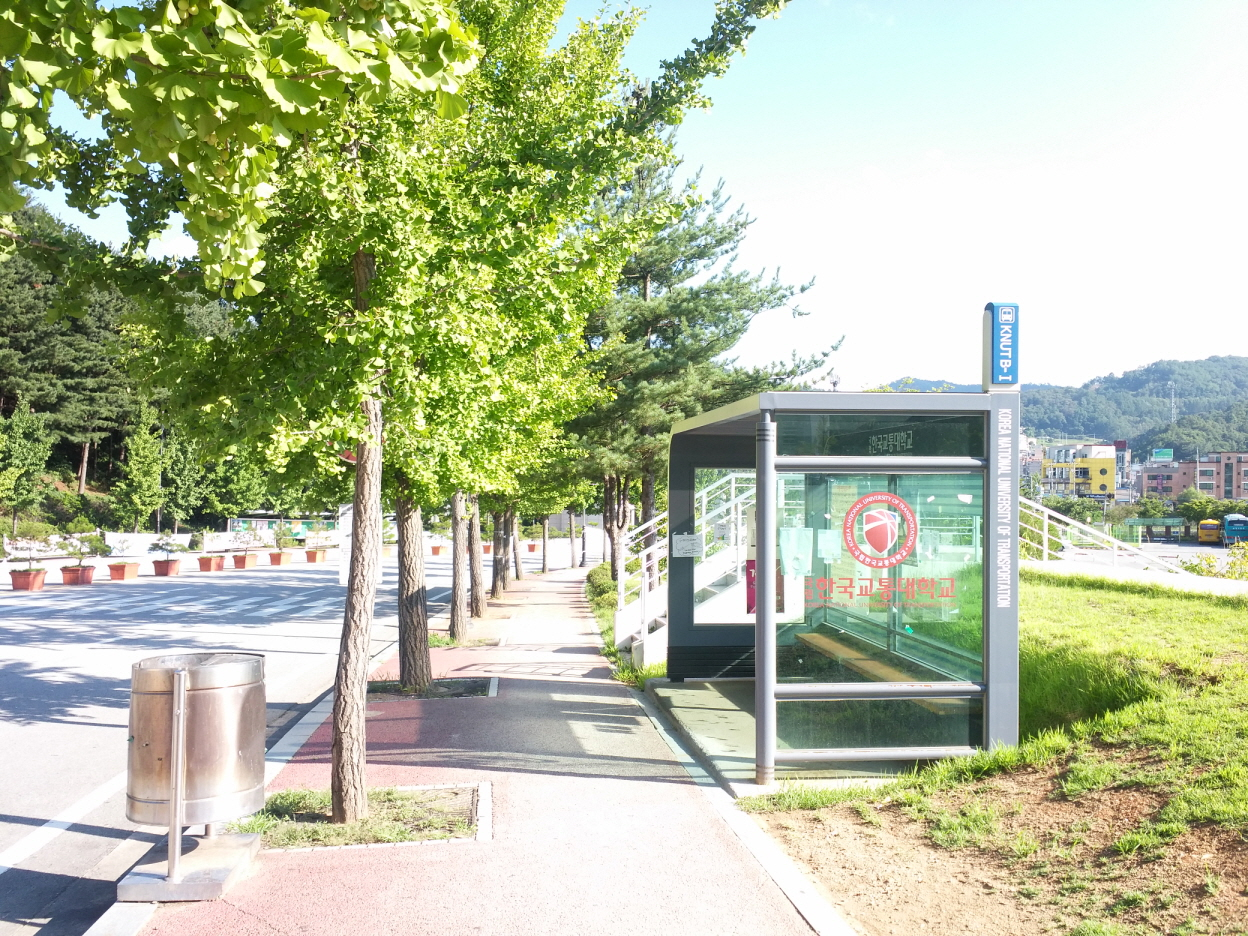
한국교통대학교 제1버스정류장
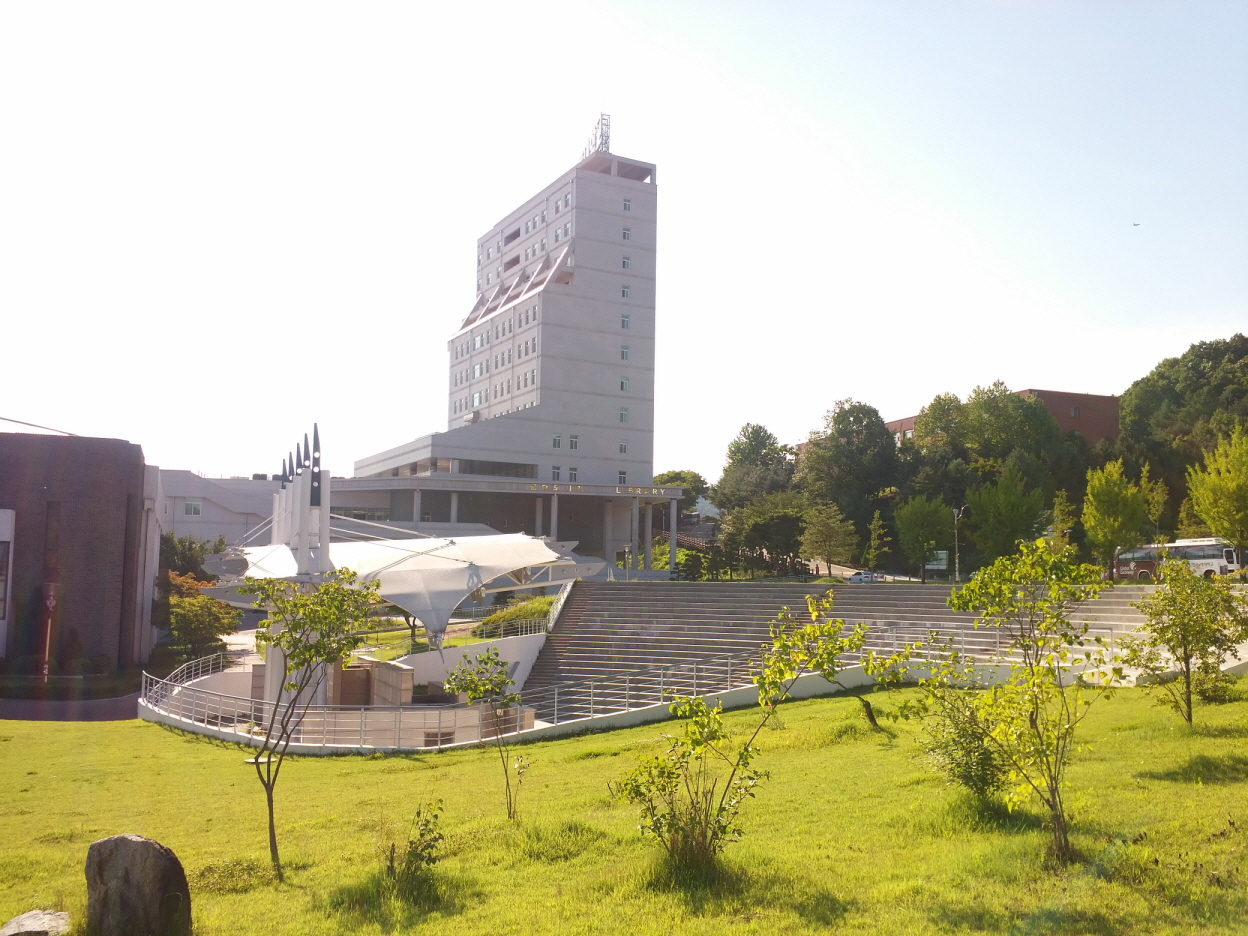
한국교통대학교 중앙도서관
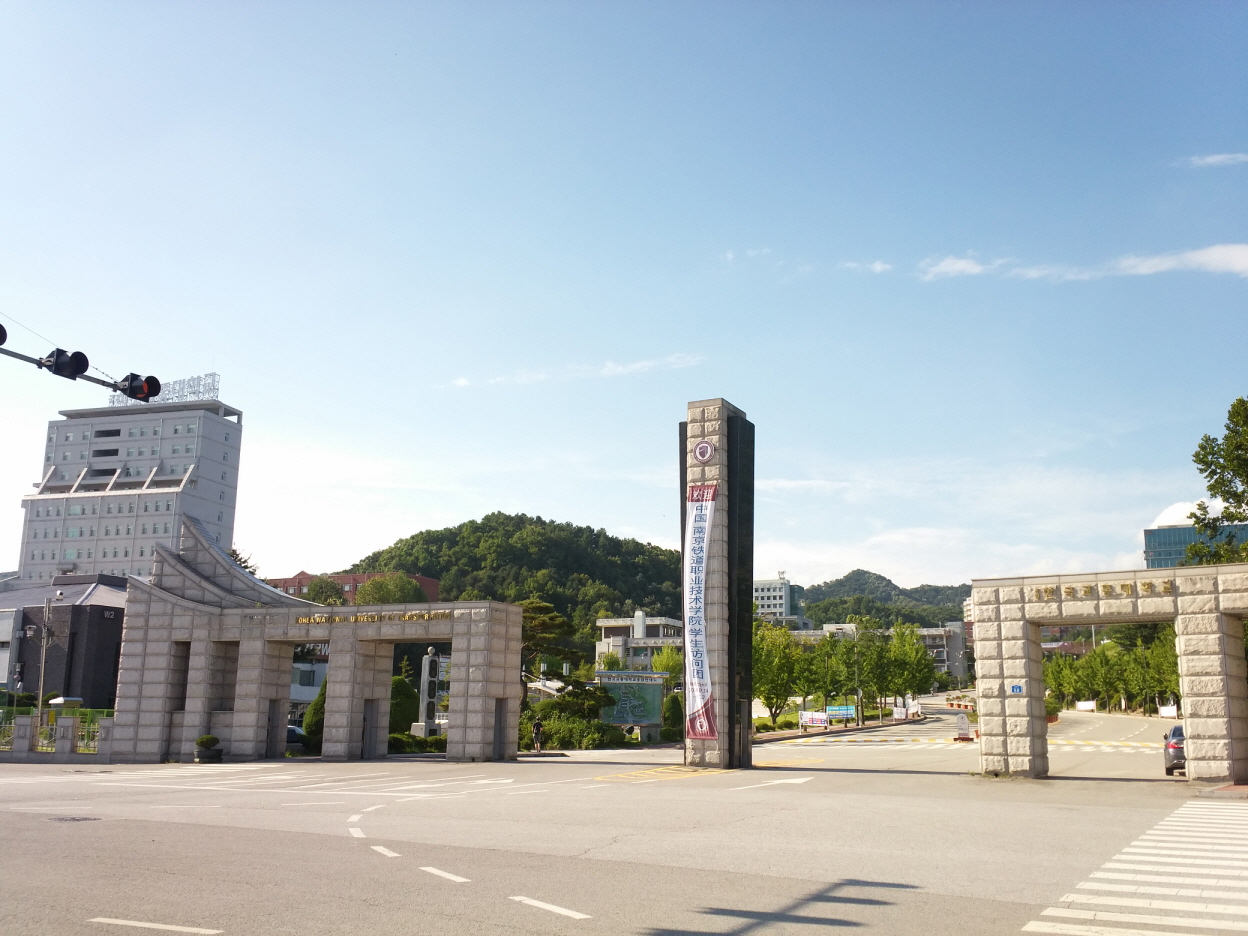
한국교통대학교 정문
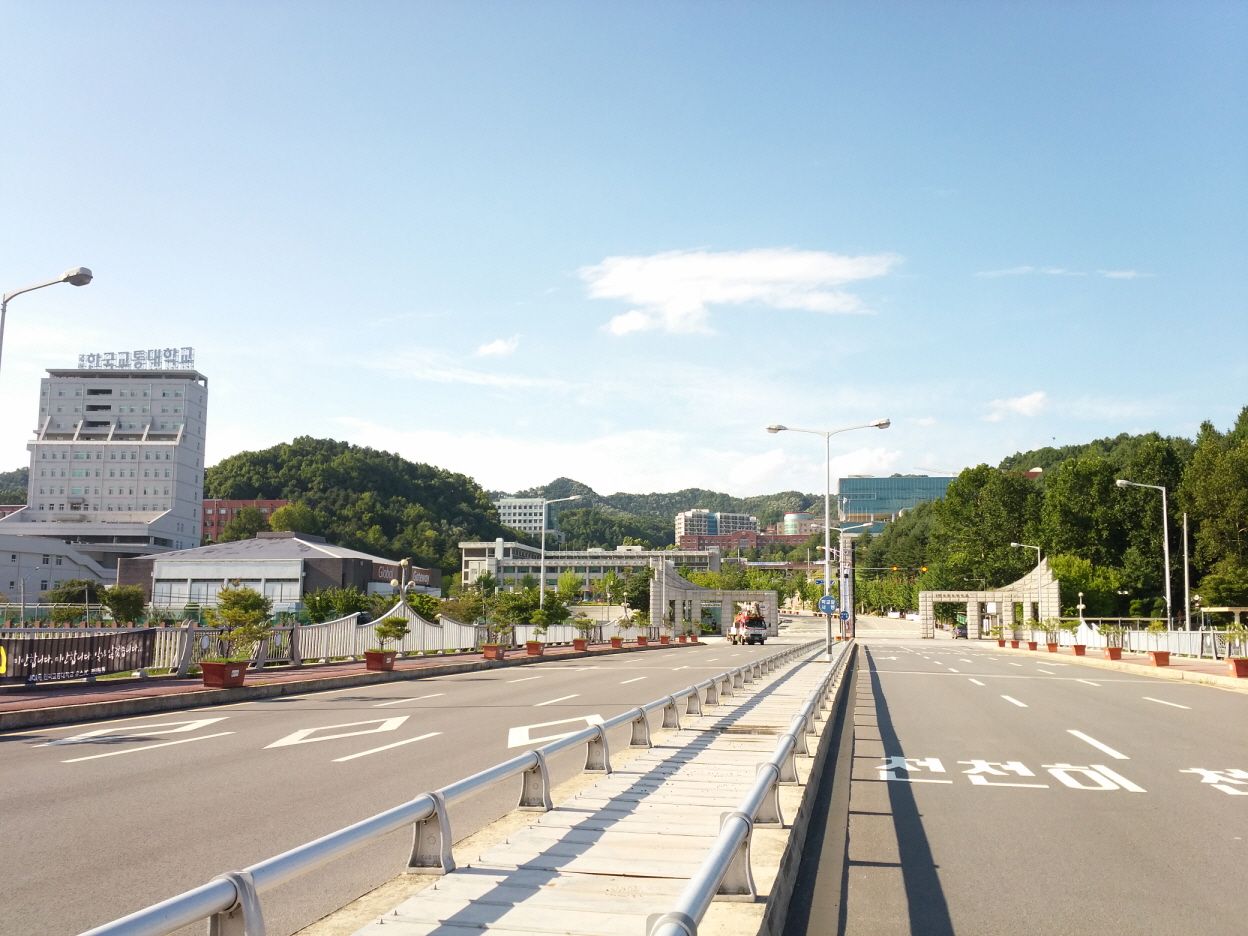
한국교통대학교 정문
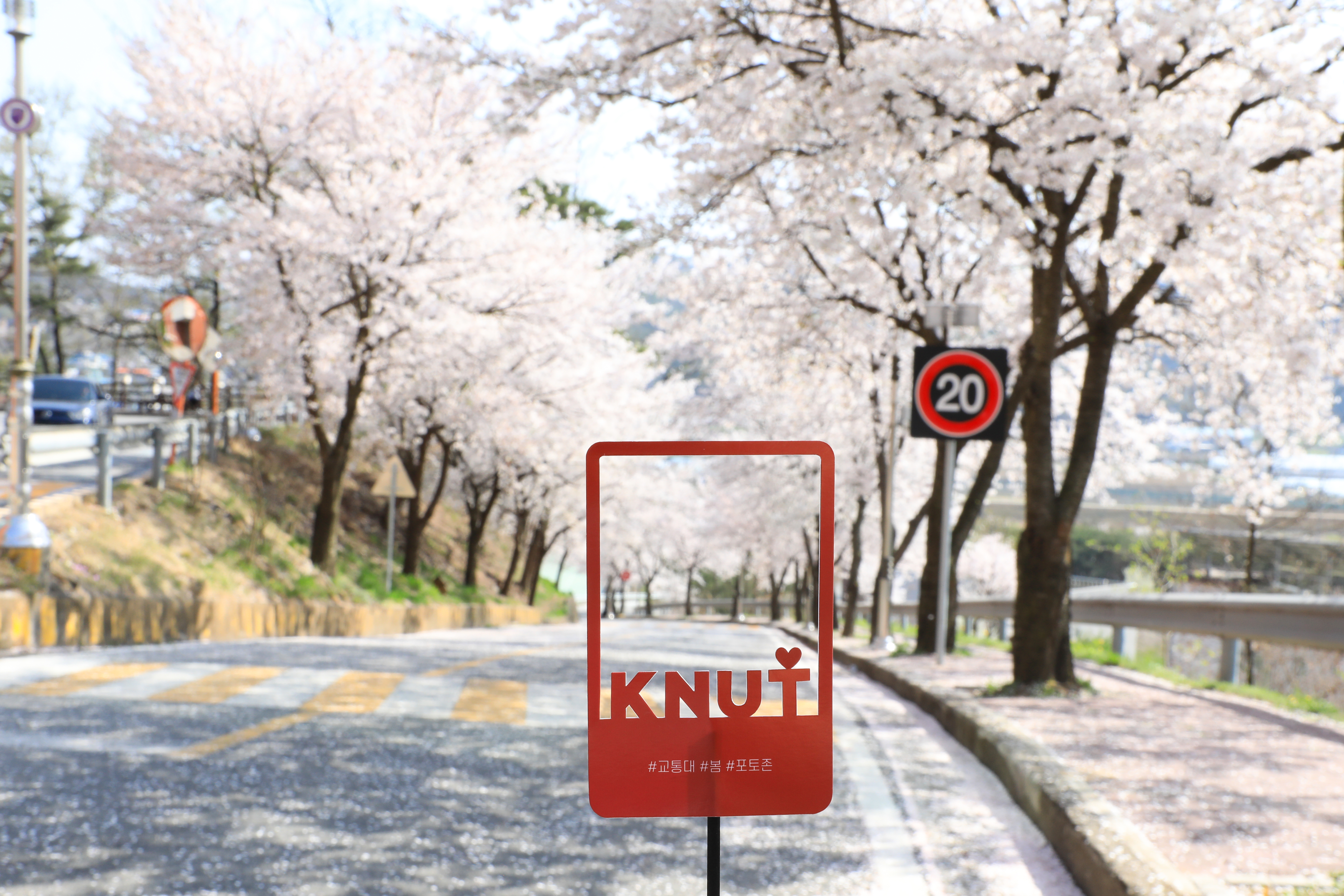
한국교통대 충주캠퍼스 벚꽃길

### <충주캠퍼스(스마트자동차·항공·차세대 에너지 부품소재, IT기술, 사회기반 및 건설, 환경,인문사회, 스포츠, 예술)>
충청북도 충주시 대학로 50

#### ●미래융합대학: 안전융합공학과, 건설방재융합공학과, 스포츠복지학과, 스마트철도교통공학과, 이차전지공학과(정원외 학과)
●자유전공학부/교양학부/창의융합학부
(※2023.4.11.학칙개정 내용 반영)

### <증평캠퍼스(보건·의료·생명)>
충청북도 증평군 대학로 61

#### ●미래융합대학: 복지ㆍ경영학과(증평캠퍼스)
(※2023.4.11.학칙개정 내용 반영)

### <의왕캠퍼스(철도교통 및 물류산업)>
경기도 의왕시 철도박물관로 157

## 커뮤니티
2010년 한국교통대학교 '캠퍼스존' 이 운영을 시작하여, 현재 가장 활동이 많은 커뮤니티 사이트이다.
커뮤니티 뿐만 아니라 대학주변의 원룸이나 상가 정보와 시간표, 강의평가와 같은 학생들에게 도움이 되는 서비스도 제공한다. 모바일에서는 플레이스토어나 앱스토어에 '캠퍼스존'이라는 전용 앱을 통해 이용하거나 모바일 웹 사이트로 접속하여 이용할 수 있다.

## 같이 보기
- 한국철도대학
- 한국교통대학교 박물관
- 대한민국 철도박물관